# 船

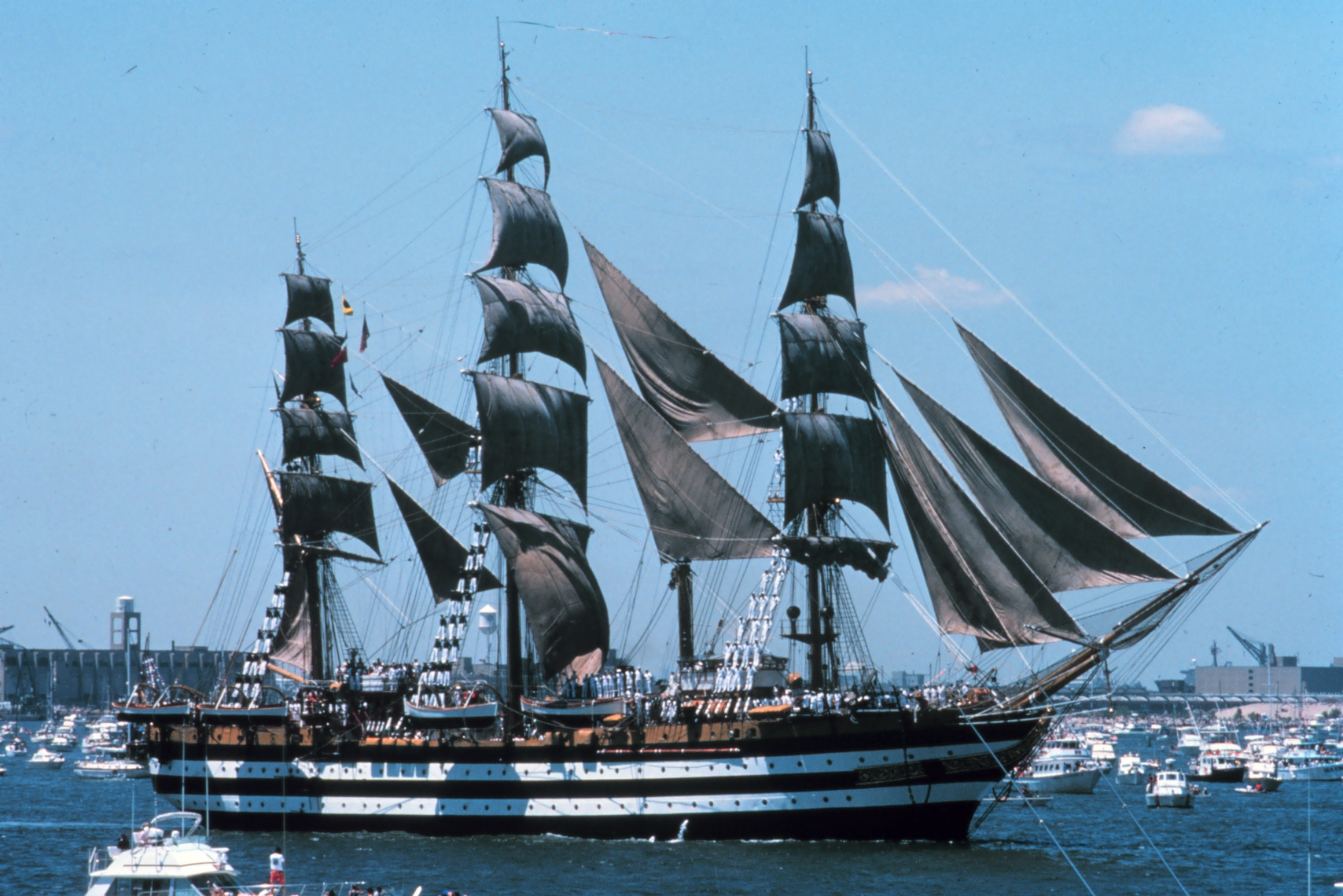
1931年建造のイタリアの「シップ」、アメリゴ・ヴェスプッチ（1976年、ニューヨーク港にて）

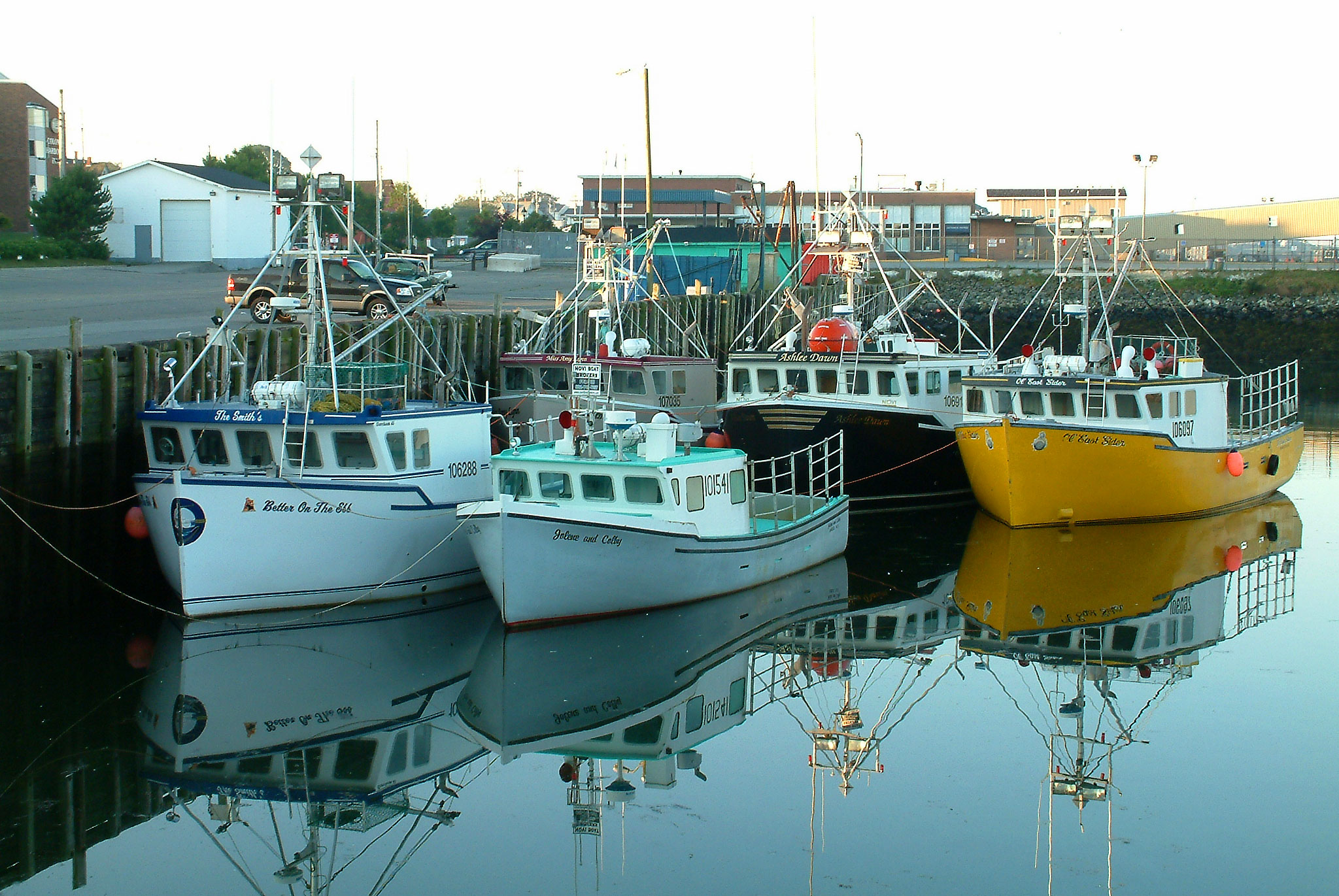
カナダの現代の漁船。

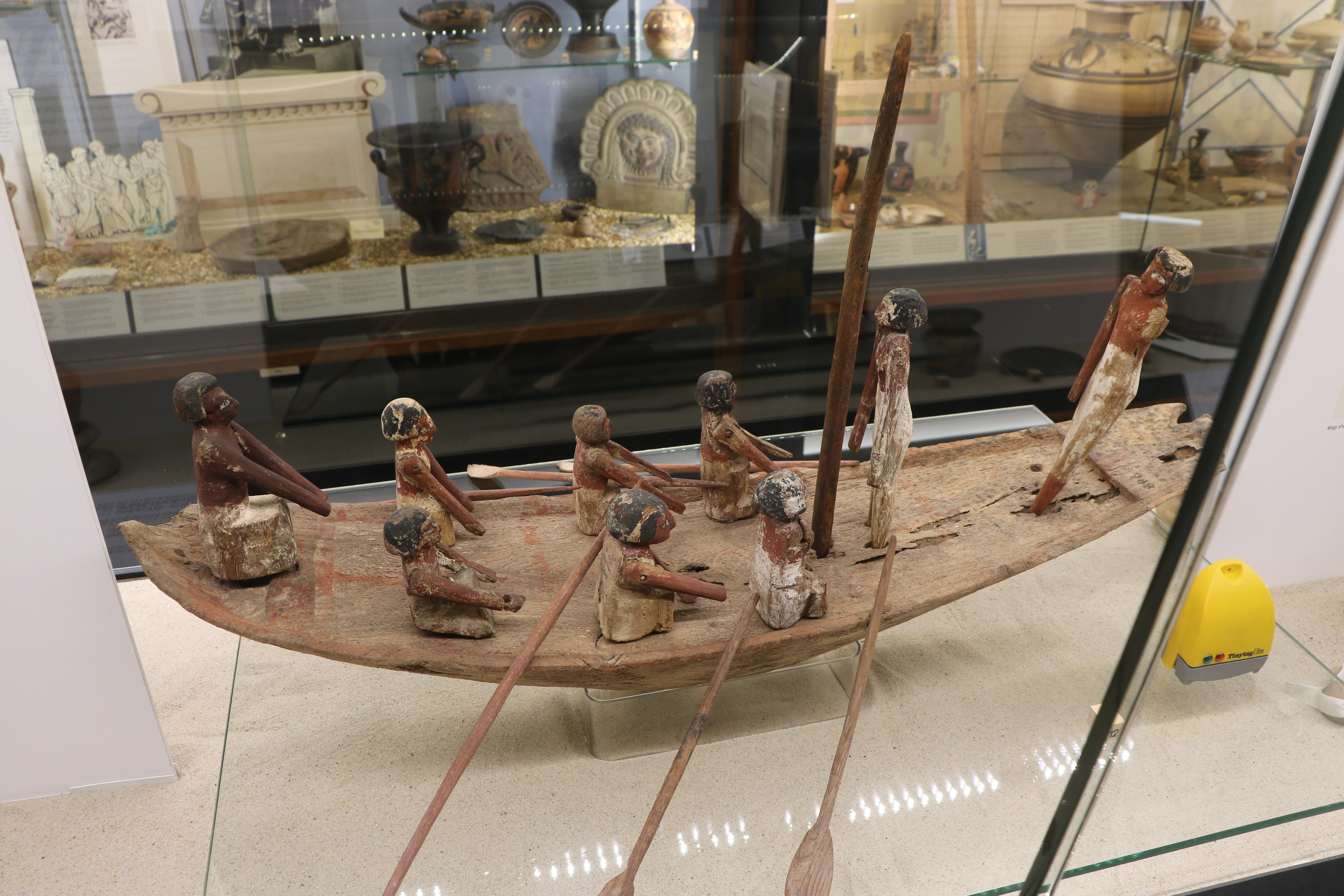
古代エジプトで制作された船の模型

船（ふね、舟、英: vesselあるいはboatあるいはship）は、人や物などをのせて水上を渡航（移動）する目的で作られた乗り物の総称。船（船舶）は浮揚性・移動性・積載性の三要素をすべて満たす構造物をいう。
基本的には海、湖、川などの水上を移動する乗り物を指しているが、広い意味では水中を移動する潜水艇や潜水艦も含まれる。動力は人力・帆・原動機などにより得る。
大和言葉の「ふね」「フネ」は広範囲のものを指しており、規模や用途の違いに応じて「船・舟・槽・艦」などの漢字が使い分けられている。船舶（せんぱく）あるいは船艇（せんてい）などとも呼ばれる（→日本語表現参照）。
なお、宇宙船や飛行船などの水上以外を航行する比較的大型の乗り物も「ふね」「船」「シップ」などと呼ばれる。これらについては宇宙船、飛行船などの各記事を参照のこと。また、舟に形状が似ているもの、例えば刺身を盛る浅めの容器、湯舟/湯船、セメントを混ぜるための容器（プラ舟）等々も、その形状から「舟」と呼ばれる。これらについても各記事を参照のこと。

## 概要

### 船舶の要素
日本の国土交通省のウェブページ上の記述では、船（船舶）は浮揚性・移動性・積載性の三要素をそなえた構造物、とのことである。
- 古代エジプトの（紀元前1200年ころの）船。推力として、セイル（帆）とオール（櫂）を併用していた例。「舵」は船の船尾の横側（船側）から水中に差し込むように用いられている。もともと舵は、長くて大きな櫂のようなもので、それを水中に差し込んで舵としていたのである。
- 15世紀ころのポルトガルで多用されたキャラベル船。もっぱら帆で推力を得ている船。 帆船には「マスト」とセイルが伴う。セイルを用いて航海することや、セイルを用いた操船技術体系を「セイリング」と言う。
- 20世紀の、推力をもっぱらディーゼルエンジンで得ている船（内燃船）の一例と、各部位の名称
1.煙突 2.船尾 3.スクリュープロペラ 4.船体（左舷側） 5.錨 6.球状船首 7.船首 8.上甲板 9.船橋。
エンジンで使用した後の排気ガスは有害であるため、煙突によって船から離れたところに流す必要がある。

#### 船体
船体が通常進む方向（進行方向）を見て、先端に当たる部分を「船首」（英語では「バウ」）という。反対に、進む方向を見て「後ろ」の端に当たる部分を「船尾」（英語：スターン）という。進行方向に向かって右側の側面を「右舷（うげん）」といい、左側の側面を「左舷（さげん）という。船体の上面の平らな面を「（上）甲板（かんぱん）」（英語：デッキ）という。

#### 艤装
艤装（ぎそう、rig、rigging、outfitting(s)）には2つの意味がある。
- 船を構成する物で、船体（等の構造物）以外の装備品全般を指す。航海に必須の装備や荷役や乗客のための装備が含まれる。船は水上を揺られながら航行するので、船の内外の装備や各種機器・道具類が船体やデッキに固定されている必要がある。これらを「艤装」や「艤装品」と呼び、船から始まったこの名は、他の乗り物でも固定された装備全般を艤装と呼ぶことがある。
- 造船で艤装品を船体に取り付ける工程は「艤装」と呼ばれ、「艤装する」という動詞としても使われる。

### 法令による定義
- 日本の商法第684条では「この編（第七百四十七条を除く。）において「船舶」とは、商行為をする目的で航海の用に供する船舶（端舟その他ろかいのみをもって運転し、又は主としてろかいをもって運転する舟を除く。）をいう。」と定義されている。具体的には商行為を目的とする海商で航海の用に供される櫓櫂船以外の船を指す。ただし、船舶法第35条が「商法第三編ノ規定ハ商行為ヲ為ス目的ヲ以テセサルモ航海ノ用ニ供スル船舶ニ之ヲ準用ス但官庁又ハ公署ノ所有ニ属スル船舶ニ付テハ此限ニ在ラス」と商法の規定を準用している結果、ほとんどの船舶が商法の適用を受けることになっており、商船と非商船の分類は法の適用の点では大きな意義はない[3]。
- 工学上は飛行機に分類されるホバークラフトは、水面の支持を受けながら前進するものであることから日本の法律上では船舶と見なされる[4]。これに対して、水上航空機は空中輸送手段であり、離着水時の水面での滑走は、空中を航行するためになされるものであることから、商法上の船舶とは見なされない[5]。ただし、海上で水上航空機が船舶と衝突することを防ぐ必要があるため、海上衝突予防法では水上航空機を「船舶」に含めて扱っている（海上衝突予防法第3条第1項）。過去の大型飛行艇には組み立て式のマストと帆が搭載されており、着水後には帆船として航行が可能な機種もあり、緊急用の装備としてだけではなく遊覧航行にも利用されていた。このような目的での航行がどのような扱いを受けるのかは不明。
- 海上保険（元は商法第3編第6章の「保険」）は、日本においては、岡野敬次郎（1896年）『英国保険法』などによって導入されていった。「価額評定」（valuation）、「委棄」(abandonment）などの訳語が策定された。

### 船舶を指すための様々な表現

#### 日本語表現
- 舟 - 「舟」の漢字は木をくりぬいて作られた丸木舟の形状に由来する[6]。「舟」の字は、手でこぐような比較的小型のものに使うことが多い[1]。
- 艇 - 「艇」は小型のものをいう[6]。
- 船 - 「船」のセンの読みも木をくりぬく意味に通じるといわれている[6]。「船」は小型から大型のものまでもっとも広い範囲を指して使われる[6]。
- 舶 - 「舶」は大型のものをいい、「船舶」は小型から大型まで船全般を指す[6]。
- 艦 - 「艦」は大型のものをいう。日本海軍では艦（艦の字義は装甲船の意）と書いて「フネ」と呼んだ。

総称として「艦船」（かんせん）、「艦艇」（かんてい）、「船艇」（せんてい）、あるいは「舟艇」（しゅうてい）などの言い方をする場合もある。
- 槽（ふね） - 一般的にふねの構造は、水上に浮かぶための浮力を得るために、内部は空洞になる。転じて、ある物体の中が空ろな容器全般を「ふね」と呼び、特に木製で中身（おもに液体や粉粒体）を入れる目的に特化した場合には「槽」（そう）の文字を当てる。日常的に、これら器を指して「ふね」と呼ぶ場合は使用時に蓋をしない、または蓋の付いていない状態のものをいう（例：湯ぶね、浴槽、酒槽など）。

#### 英語表現
英語では日常的にはboatやshipが用いられ、「boat」（ボート）は比較的小型のものを指し、あえて言えば日本語の「舟」や「艇」に相当する。だが日本人が「結構 大きい」と感じるようなものまで　英語圏では「boat」と呼ばれていることがある。「ship」（シップ）はboatに比べて大型のものを指し、あえて言えば「船」や「艦」に相当する。boat / shipは感覚的な呼び分けがされているのであって、厳密な線引きがあるわけではない。「vessel」は(やや学術用語や行政用語的な表現であり) boatの中の大き目のものおよびshipを指し、（ぴったりの日本語語彙は無いが）あえて言えば「船舶」や「船艇」に相当する。
従来、英語では民間船・軍艦共に代名詞はshe（女性扱い）であって、これに対し飛行機では民間機がshe、軍用機がhe（男性扱い）であるが、最近は、このような用法が少なくなって、他の一般名詞と同様にitを使用することがある。「ふね」を表す性についても、各言語によって異なり一様ではない。
なお、英文表記の航海日誌上では、she（女性扱い）で表記される。

## 船舶の分類・種類

### 用途による分類
船舶は用途によって商船、漁船、軍艦、特殊船などに分類され、商船は旅客船と貨物船に分類される。

#### 商船

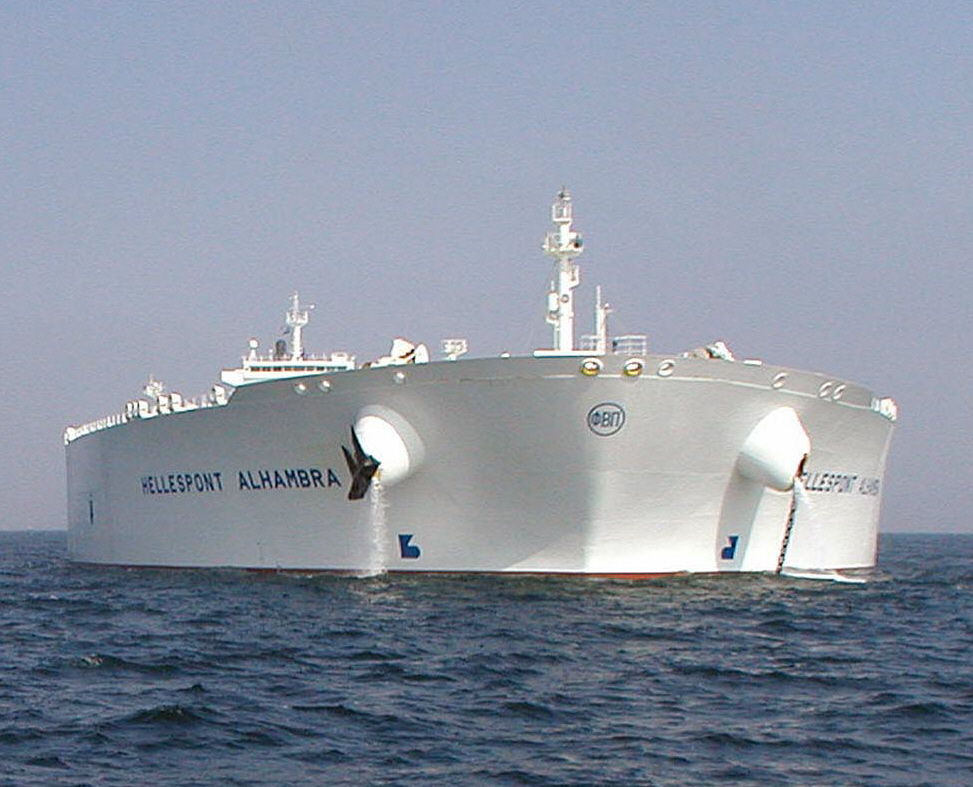
タンカーの一例（TIクラス・スーパータンカー）

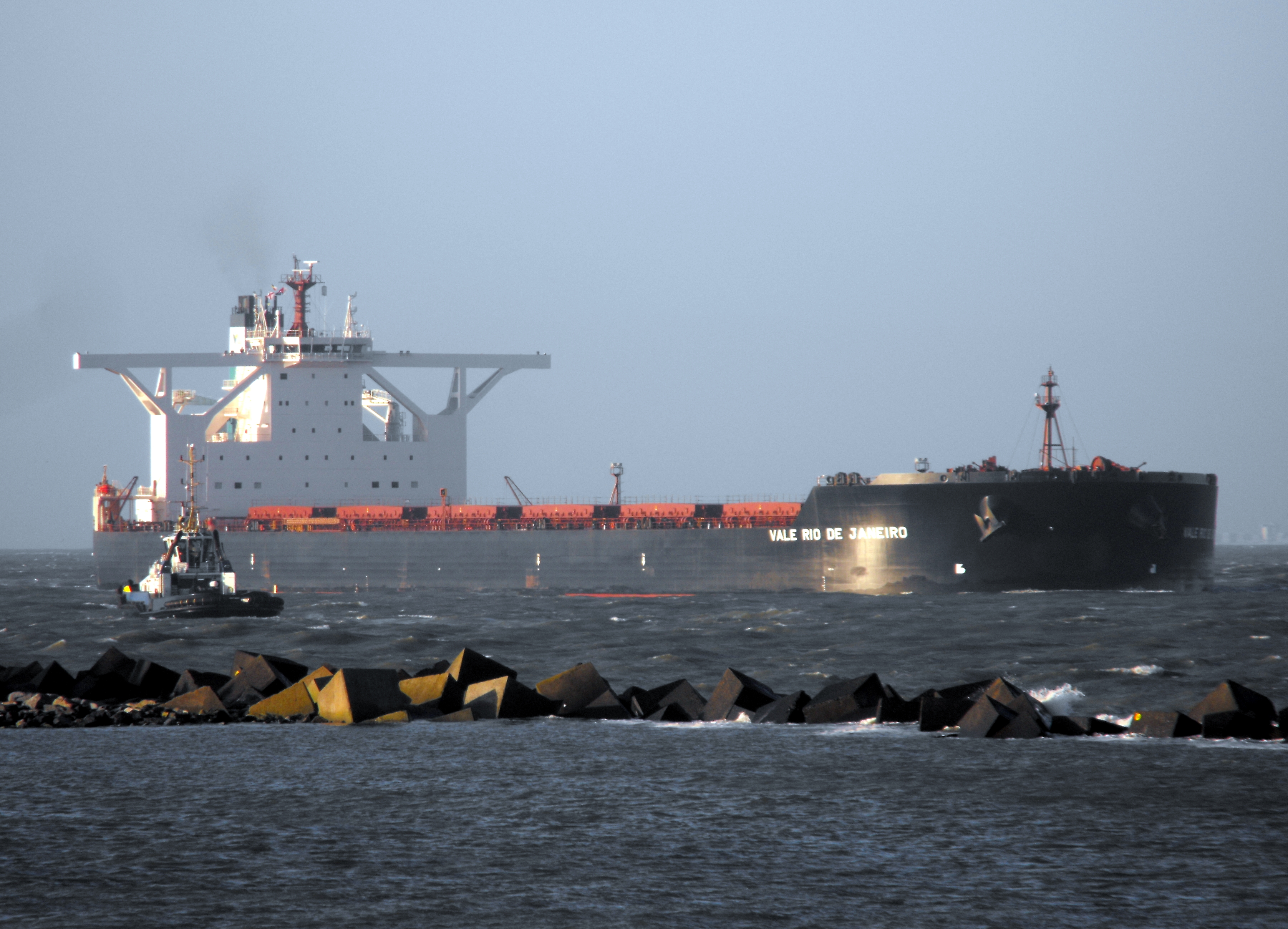
バルクキャリアの一例（ヴァーレマックス）

商船（Merchant ship）とは、主として交易品を輸送する船である。

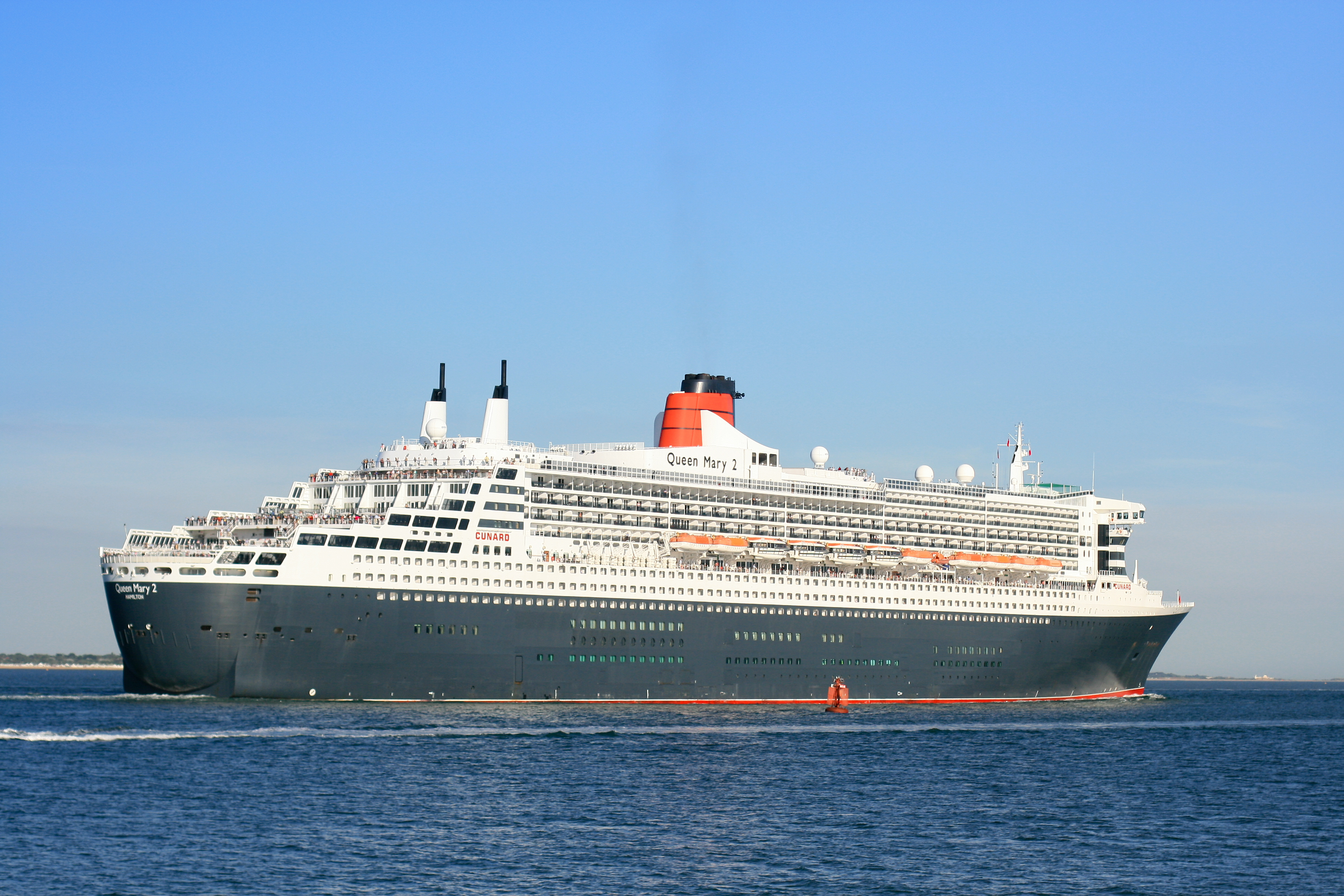
オーシャン・ライナーの一例（クイーン・メリー2）

旅客船

- 旅客船（客船）
  - 旅客輸送に使用されるもの
    - オーシャン・ライナー

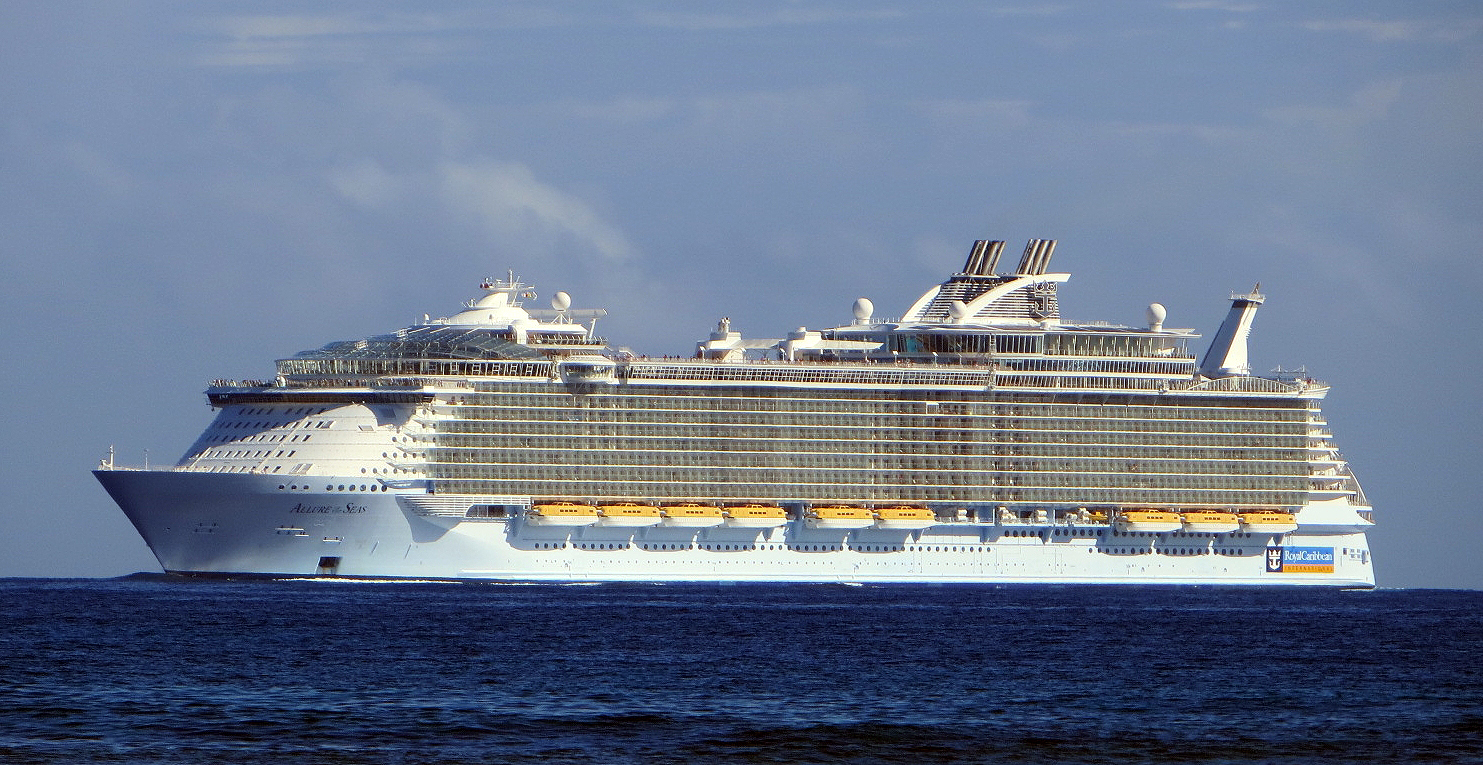
クルーズ客船の一例（MSアリューア・オブ・ザ・シーズ）

      - 遠洋定期船、外国航路船、大洋航路船。太洋上の航路と呼ばれる仮想の進路に沿って海浜に接した都市間を航行する船。

    - クルーザー
      - 観光船、巡航船、遊覧大型客船。観光を目的に周遊する船。

- 貨客船（貨客混載船）
  - 貨物輸送と旅客輸送とを同時に行うことができるもの

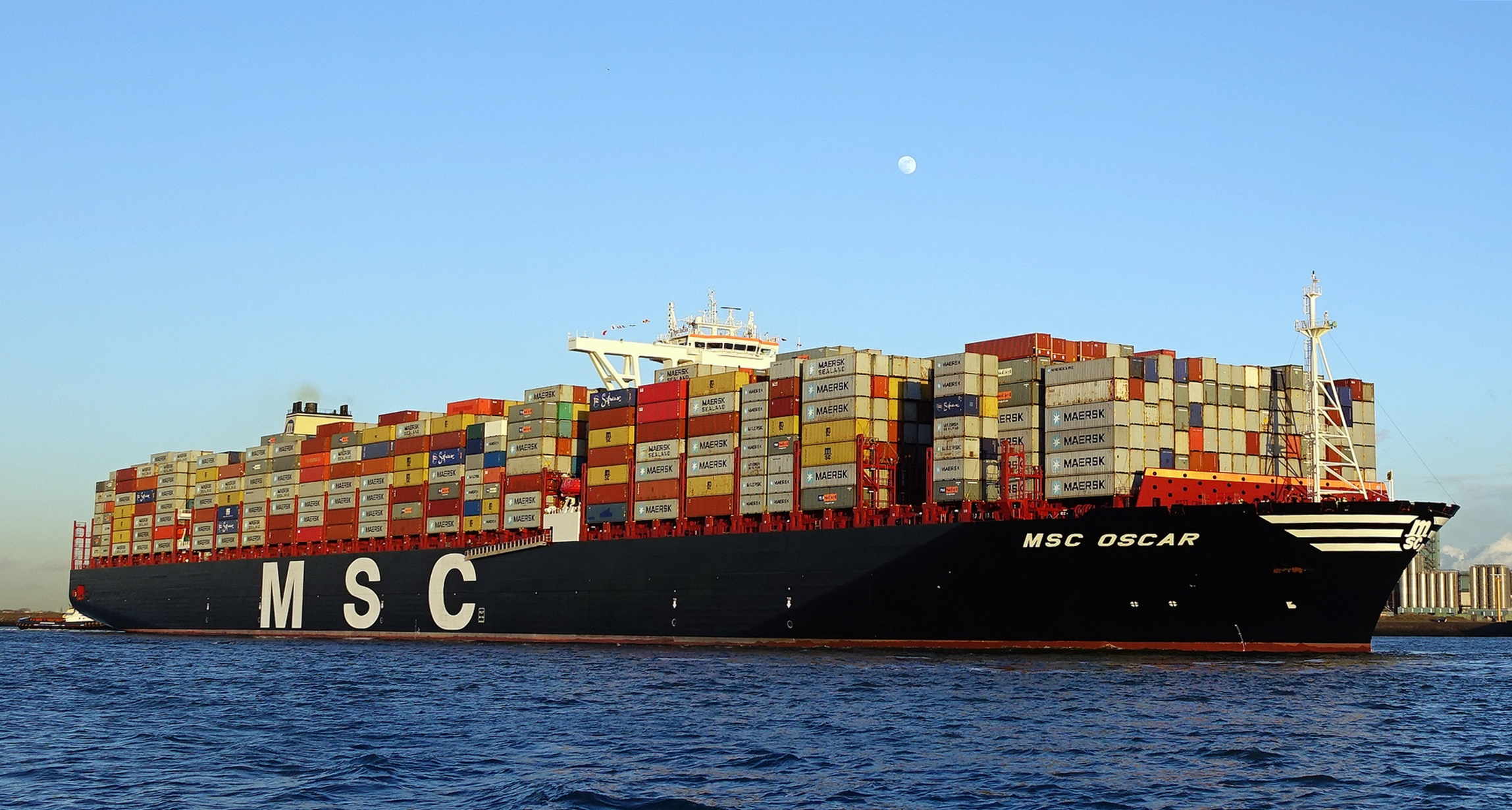
コンテナ船の一例（MSCオスカー）

貨物船

- 一般貨物船（カーゴシップ）

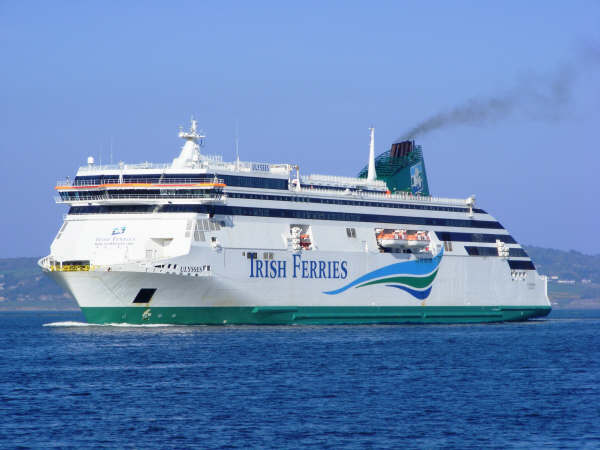
RO-RO船の一例（MSユリシーズ）

  - 貨物輸送に使用されるもの。荷物船。コンテナ船のような専用貨物船の多くは荷役装置を持たない (Gearless Vessel) ため、港の岸壁のクレーン等の荷役装置により貨物の積み下ろしを行うが、多くの一般雑貨運搬船やバラ積み船等では船上にクレーンやデリック等の荷役設備を備えるため港を選ばず荷役作業が行える。
  - タンカー以外の貨物船全般（専用貨物船やコンテナ船、バラ積み船）を特に指す場合は一般貨物船と呼ばれる。重量物、輸送コンテナ、一般雑貨、バラ荷等の多様な貨物を効率よく積めるように作られた船は多目的（貨物）船と呼ばれる。
  - 貨物船には航路、寄港地、スケジュールが定まっている定期船（ライナー）と、定まっていない不定期船がある。定期貨物船の多くが1航海での寄港地が10港以上にも及び、貨物も多種に及ぶため、貨物の揚積の効率を考えて5-7個の船艙と2 - 3層の甲板を持つものが多いが、不定期貨物船では寄港地が少なく貨物の種類も限られるために3-5個の船艙と1～2層の甲板を持つものが多い。また、定期貨物船が運ぶ貨物は不定期貨物船の物に比べて高価なものが比較的多く、貨物の発汗防止のための通風乾燥装置、郵便物のためのメイルルーム、貴重品のためのストロングルーム、冷蔵貨物用の冷蔵庫、液体貨物用のディープ・タンク、重量物の荷役に使うヘビー・デリック (Heavy Derrick) などを備える船が多い。不定期船では木材、鉱石、石炭、穀物、鋼材などの原材料や半製品を運搬することが多く、これらはいずれも価格が安く、またこれらを運ぶための専用船との競合にも運搬コスト等の面で対応が求められるため、船型を単純にして小出力エンジンと低速航行によって燃費を抑えるなど定期貨物船との違いがある。不定期船は特殊な装備を求めず単純な船体を低コストで求められるため、同一設計で多数の船が作られるという傾向もある（2,580隻のリバティー船の例を参照）。
  - 定期船と不定期船のいずれにも利用される船はライパーと呼ばれる。
    - コンテナ船
      - 貨物輸送の際に海上コンテナ（通称「海コン」）を運ぶ船。その多くがISO規格で定められた、20、40、45フィートの長さのものである。冷蔵・冷凍コンテナ（リーファーコンテナ）に電源を供給する設備を備えている船が多い。少数ながらコンテナ専用のクレーンを自ら備える船もある。貨物コンテナだけを専門に運ぶフル・コンテナ船（フルコン船）の他に、貨物コンテナとブレーク・バルク・カーゴを混載するセミ・コンテナ船（セミコン船）がある。

    - タンカー（油送船、油槽船、水槽船）
      - 液体を運ぶ船である。原油や石油、液化天然ガス等の鉱物油、化学薬品などの液体などを運ぶための専用タンクを備える。
        - 内航タンカー
          - 通称「白タンカー」は軽油やガソリンを運び、通称「黒タンカー」では重油を運ぶ。ただし、外見では区別が付かない。

    - ばら積み貨物船（バルクキャリア、バルカー、ばら積専用船）
      - 鉄鉱石・石炭・穀物や、木材・セメントなど、大量の乾貨物（ドライバルク）を運ぶ船。大口荷主との輸送契約に基づき、鉱石専用船・石炭専用船・穀物専用船などとして用いられる事もある。

    - 冷蔵・冷凍運搬船（リーファー）
      - 冷凍船。海洋船団において漁獲したものを急速冷凍し保存する設備を持ち、加工設備も併せ持つ。

    - 特殊運搬船
    - 車両航送船
      - フェリー（渡船、自動車渡船）
        - 定義が幾分あいまいであるが、日本では次の4つの条件を満たす船。
          1. 旅客と自動車などの車輌とその運転士を同時に輸送するもの
          2. 海峡や離島を結ぶ橋の代わり、または鉄道や道路等に平行して航行し陸路の代わりに用いられるもの
          3. 車輌の搭載はランプウェー上を自走して行われるもの
          4. 不特定多数の利用者が使うもの

        - 片道の航海が100km以下のフェリーを短距離フェリーと呼んでいる。100kmを越え300km未満の航海距離のフェリーは中距離フェリーであり、300km以上のものが長距離フェリーとされている。

      - 鉄道車輌渡船
        - フェリーの中でも特に鉄道車輌航送が可能なもの。鉄道連絡船を参照のこと。海浜に接した鉄道線路間を定期的に航行し、旅客や貨物以外に鉄道車輌を運搬する連絡船。船内にレールが敷かれており、船のレールと桟橋のレールを合わせて鉄道車輌の積み下ろしを行う。同時に自動車の自走による搭載・運送するものも含む。

      - RO-RO船（RORO船、ローローせん）
        - 自走によりトレーラーなどの車両を船内の車両甲板へ搭載・固縛できる構造の専用貨物船である。トレーラーの後部車体のみを運搬する方法は、前部車体であるトレーラーヘッドは搭載・揚陸時のみに少数台ですみ、搭載スペース縮小と重量の軽減や狭い車輌甲板上での運転という運転技量の問題も回避できるために多く用いられる。
        - フェリーのようにランプウェー（斜路）を備えるものが多いが、特定の航路での就役を計画されて、港側のランプウェーを利用できる場合は初めから備えていない場合もある。船が備える機構は乗客を乗せるフェリーとほぼ同じであるが、運転者を含めた乗客を運ばないためフェリーのような客室は備えない。

    - ラッシュ船

#### 漁船

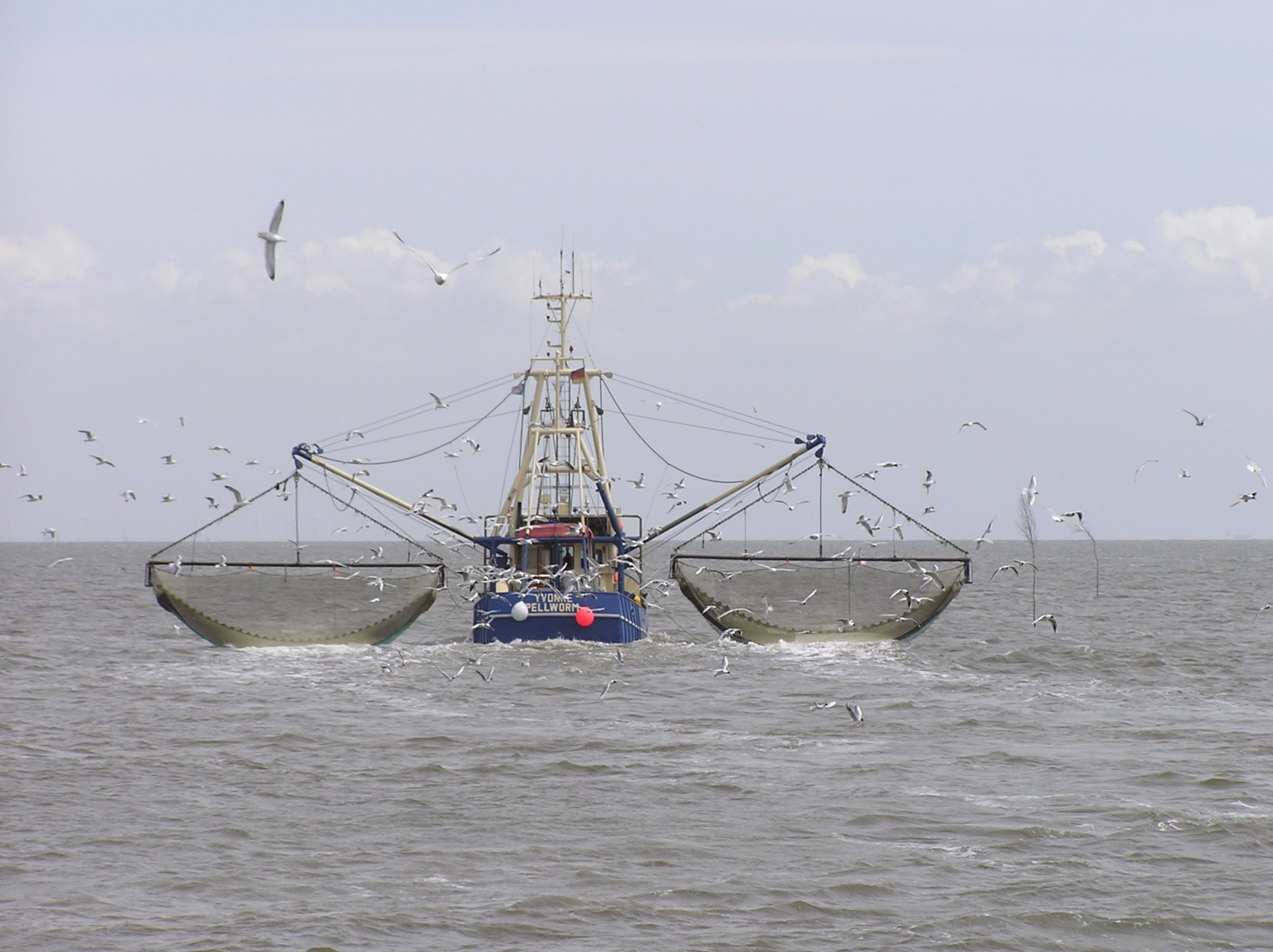
漁船の一例

漁船は漁業に用いる船舶。近海用と遠洋用、また漁獲する水産物の大きさや量によって、船の大きさはさまざまである。

#### 軍艦

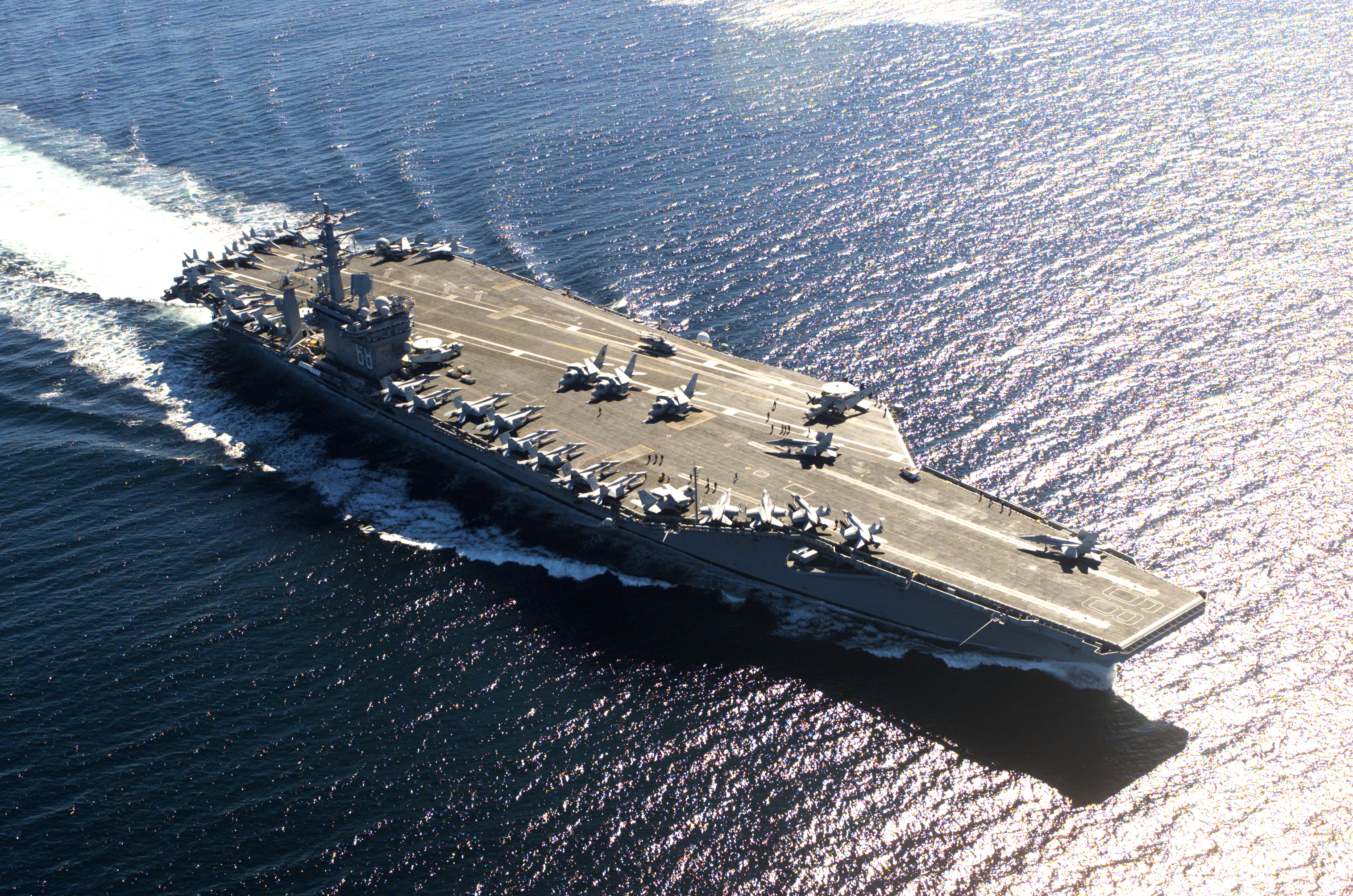
軍艦の一例（ニミッツ級航空母艦）

軍事用船舶を指す。大きさ、形態、武装はその用途により様々である。国連海洋法条約によれば保有国が武装に関わらず自国海軍の艦艇であると認めたもの。ただし、海軍の艦艇であっても戦闘に直接寄与しない補助艦艇であれば軍艦でないとされる場合がある。日本では軍艦の管轄官庁は国土交通省だけでなく、防衛省でもある。
日本語では軍事組織の船舶を指す言葉として『艦』を用い、自衛隊や外国軍の使用する船舶に対して使われる。なお警察や沿岸警備隊（海上保安庁）が利用する船舶には使われない。

#### 特殊船
- 練習・調査船
  - 航海練習船

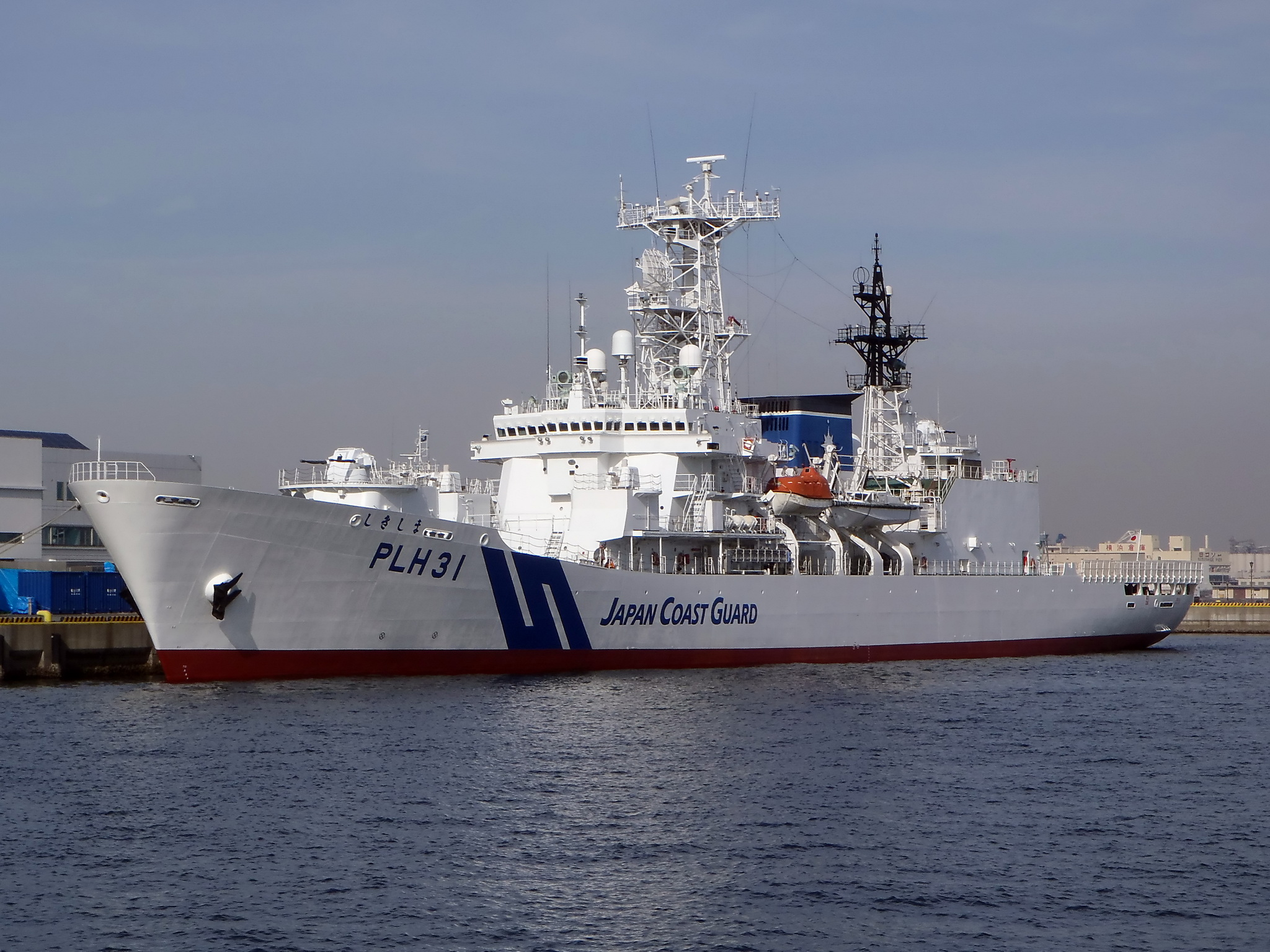
巡視船の一例（しきしま型巡視船）

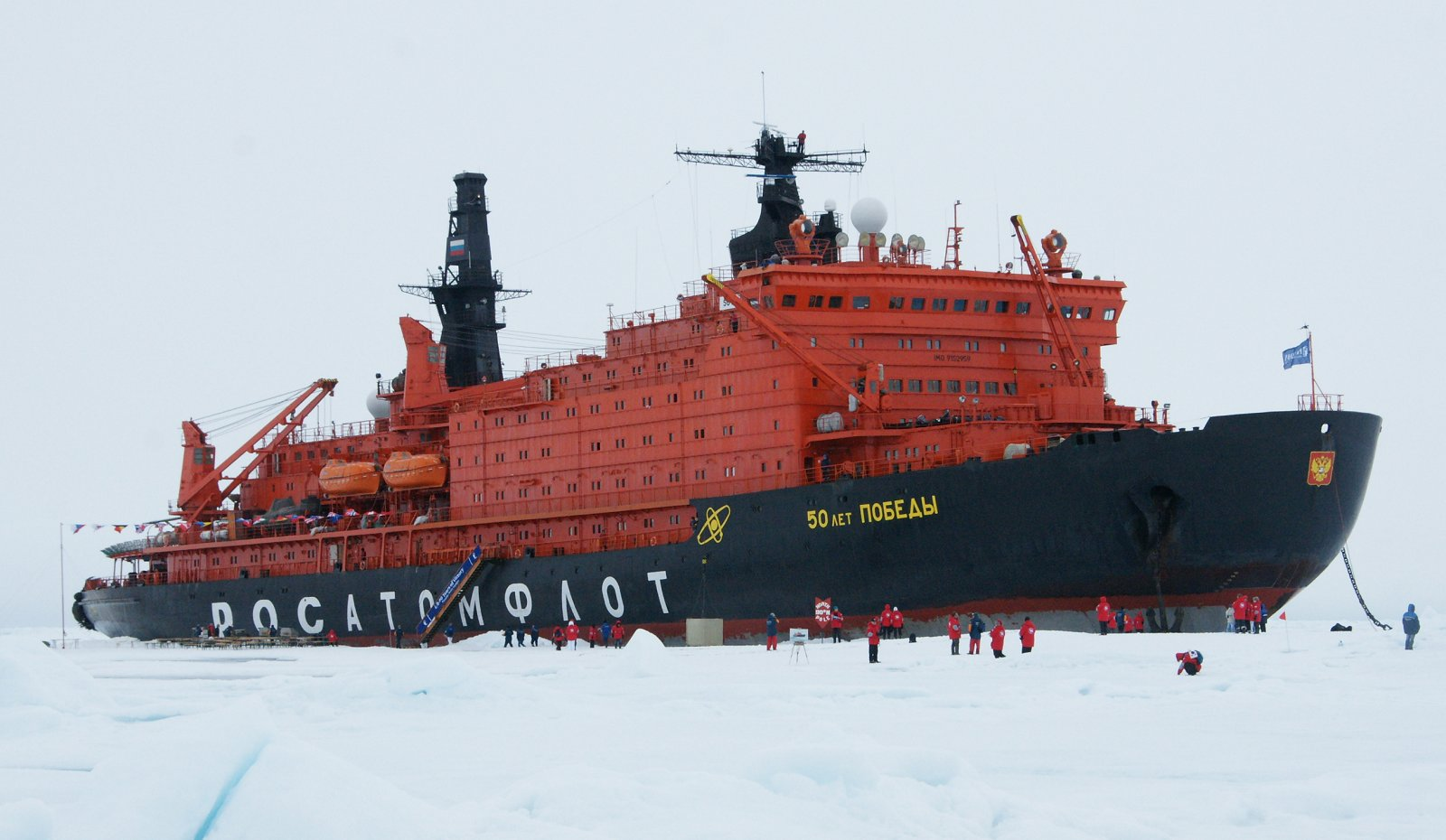
砕氷船の一例（戦勝50周年記念）

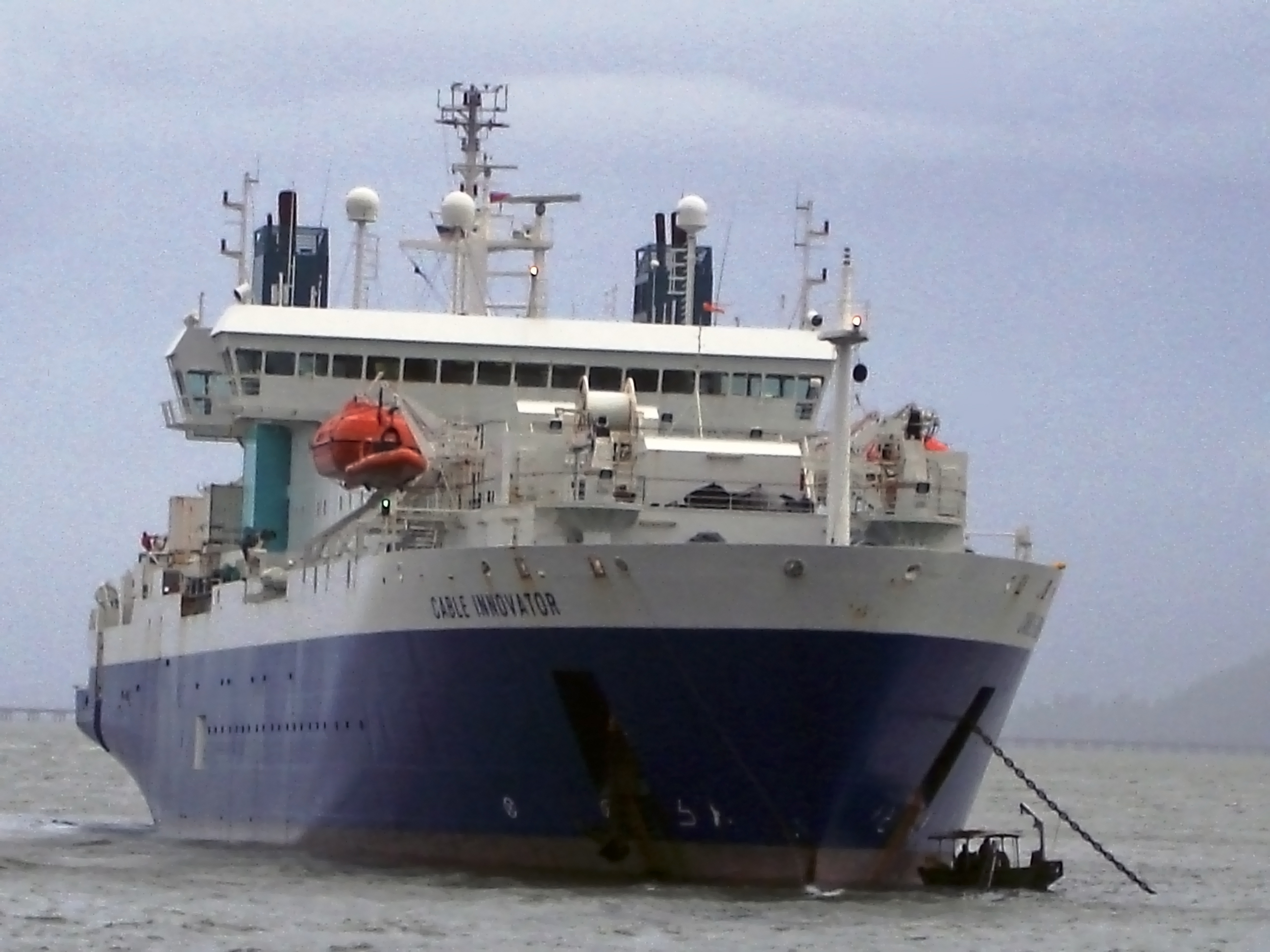
海底ケーブル敷設船の一例

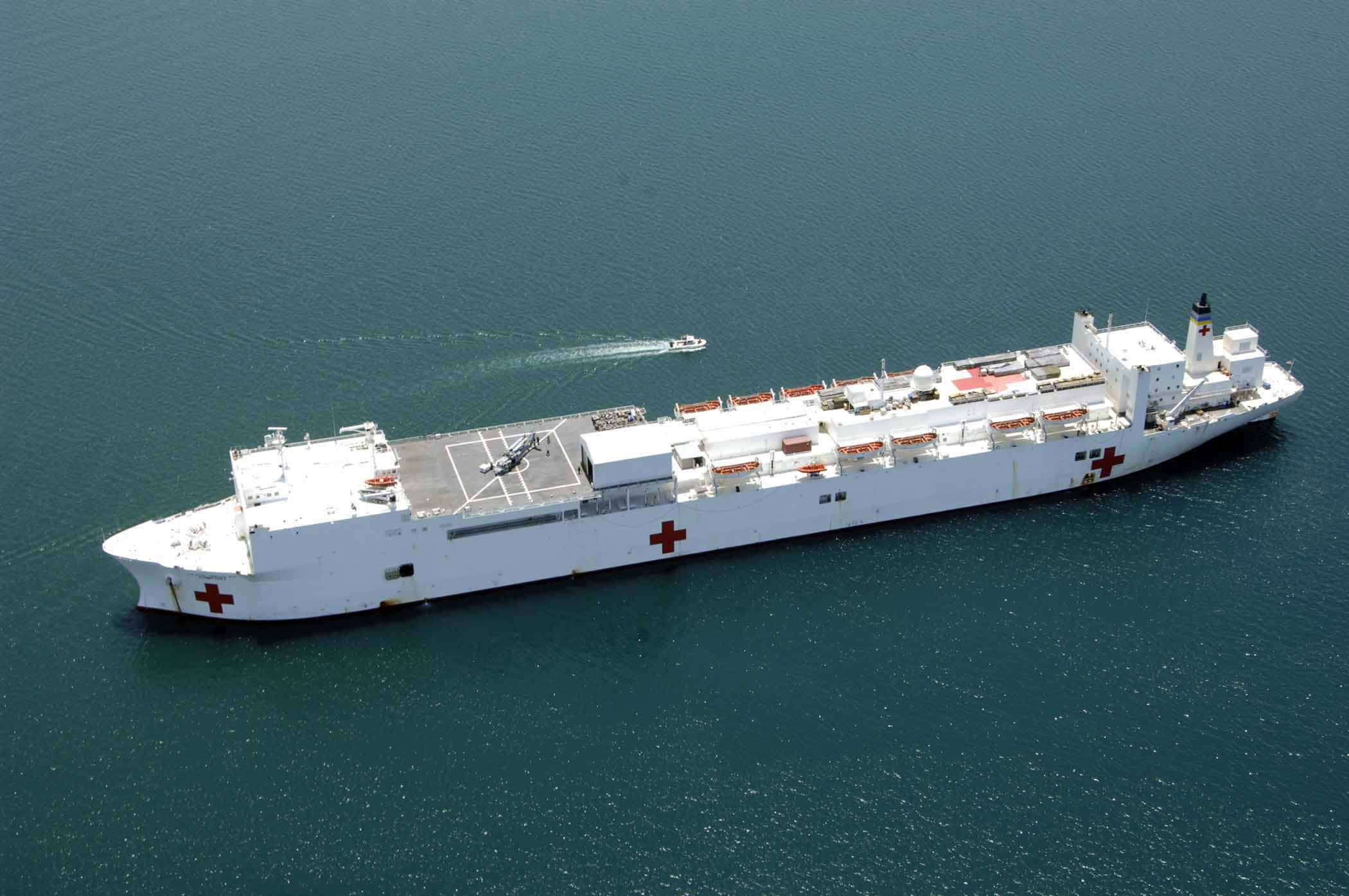
病院船の一例（USNSコンフォート）

    - 船員になろうとする者が、航海の実習訓練をするための船。船員養成機関が運用する。帆船と汽船（動力船）がある。漁業従事者の実習訓練をするための船は漁船に分類される（漁業練習船、漁業実習船）。

  - 調査・観測船
    - 海洋調査船
      - 海洋の科学調査を行う船。掘削船なども含まれる。

  - 気象調査船
    - 測量船
      - 水深や海流、水質等を搭載する測量機器により測る船のこと。日本では海上保安庁が保有運用している。
- 警備・救難船
  - 巡視船
    - 沿岸警備のための船艇のことで、密輸や密入国、海賊行為の取り締まり、海難救助を主な任務とする。国・地域によって担当する組織が軍事、準軍事、警察と違いがある。日本では巡視船の管轄官庁は国土交通省である。

  - 救難船
    - 救命艇
      - 海上事故から避難するための小型の船。エンジンを備えて自航できるものとオールやパドルのみのものがある。救命いかだは船ではないがエンジンを持たない救命艇と同じに扱われる。
- 作業用船（作業船）
  - 工作船
    - 本来は甲板上に大型の起重機を複数設置し、艦艇や船舶の軽微な補修作業をドック入りさせなくとも行えるリペアー・シップのこと。近年、他国への破壊活動を行う工作員を輸送する小型の船も、この呼び方をされるようになった。

  - 砕氷船（アイスブレイカー）
    - 極地など氷海や凍結河川を自力航行し、航路啓開を目的とする船。強力な機関と船体を備え、周囲を氷に閉ざされても薄い氷であれば割り進み、ある程度の厚さであれば船首と船尾を上げ下げし、船体の重さで氷を砕き低速での移動が可能である。厚すぎる氷に閉じ込められても、舷側が斜めになっていて潰されない工夫がある。商船の砕氷船も砕氷タンカーのように多数存在する。

  - 敷設船（敷設艦）
    - 海底ケーブル敷設船など。

  - 浚渫船
  - 海底資源掘削船
  - 作業台船
  - 起重機船（クレーン船）
    - 大型のクレーンを搭載したクレーン船で、海難救助や建設工事等で使用される。

  - 引き船、曳き船（タグボート）
    - 狭隘海域・狭小水路・港湾内において大型船舶が航行または離着岸する際の座礁や衝突を回避するために曳航または押航する船。前述のはしけを引くためにも使う。
- 特殊業務用船舶
  - 水先船、水先案内船 （パイロット・ボート）
    - 水先案内人（パイロット）を、誘導する船まで運びまた戻すための船。水先案内船が案内をするわけではない。

  - 灯船
  - 消防船（消防艇）
    - 火事を消火するための船。消火専用の強力なポンプを備えて海水を高圧にし、放水銃により火元等に放水する。特に専用に開発された消防船では双胴船体に高い塔を備えて高所より放水するものがある。日本では海上保安庁や地方自治体の消防局、民間の会社が所有運航している他、同等の機能を備えたタグボートも多数存在する。

  - 検疫船
  - 無線中継船
  - 灯台補給船
  - 灯台見回り船
  - 病院船（ホスピタルシップ）
    - 傷病者の治療と移送を目的とする船。医療設備と多くの病床を備える。軍用のものは軍艦となる場合がある。

  - その他
    - 給水船、給油船 ほか各種[10][11]
      - 艀（はしけ、バージ）
        - 河川交通や港湾運送のための平底の貨物船。動力を持たない場合（非自航）が多いため、他船に曳かれたり押されたりして航行する。

      - バージキャリア
        - 貨物搭載用のはしけ（バージ）を数十艇搭載して運ぶ船

      - プッシャーバージ
        - はしけを押す船。特にはしけをいくつも繋げて押すものはバージ・ラインと呼ばれる。プッシャーバージには大洋を渡る数万トン級のオーシャン・バージもある。

      - 舟艇
        - プレジャー・モーターボート、快遊船（プレジャーボート）
          - 私人が所有し、趣味のために使用されるもの。商行為に使用されないものであるが、船舶法第35条によりその準用を受ける。

      - 帆艇
        - ろかい船

      - 係留船
      - 特殊水上装置
- その他の特殊用船舶
  - エアクッション艇（ホバークラフト）
    - 揚陸艇などに利用されている。

  - 水中翼船
  - 潜水艇
  - 無人水中探査装置

### 運航形態による分類
船舶は運航形態により自営船、定期傭船、裸傭船、運船委託船に分けられる。
- 自営船 - 船主が自ら運航する船舶[8]。
- 定期傭船 - 船主が期間を決めて傭船者に船舶を利用させて運航する船舶（船主に占有権がある）[8]。
- 裸傭船 - 船主から傭船者が船舶のみを賃貸し、自らの船員を乗せて運航する船舶（傭船者に占有権がある）[8]。
- 運船委託船 - 船主は配船や運航を行わず、集貨力のある者に運航業務を委託している船舶[8]。

### 船型による分類
船舶は大分類として以下の3つ船型とそれらの分類外のその他の特殊な船型に類別できる。
- 単胴船（モノハル・シップ）
- 双胴船（カタマラン・シップ）
- 三胴船（トリマラン・シップ）
- その他 水中翼船など

単胴船、双胴船、三胴船の違いは水面下に沈む下部船体の数である。
また、双胴船や三胴船での高速船用の船型としてウェーブ・ピアーシング型（波浪貫通型、Wave-piercing）の船舶が2000年代前半から実用化されている。

#### 単胴船

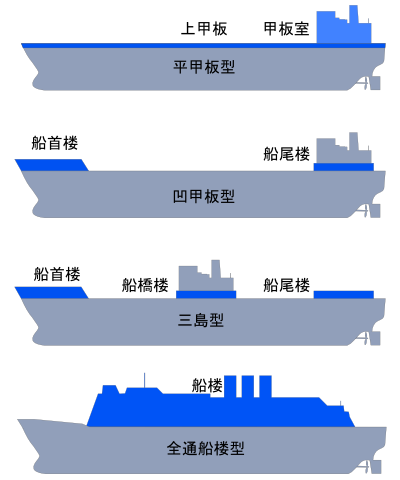
代表的な船型

水面下に沈んで水と直接接する船体が1つである船型である。多くの船が単胴船であり、船舶の歴史においても最も古く、船舶設計や造船技術の基本となった。双胴船や三胴船は単胴船からの派生デザインといえる。1人乗り手漕ぎボートから大型タンカーまでの船舶が単胴船であり、特に高速航行や波浪に対する非常に高い安定性、幅広い甲板を求めない場合には、燃費や建造コストの点で有利である。
水と接する船底部の形によって「ラウンドビルジ型」と「ハードチャイン型」に分かれる。多くの単胴船は船底が丸くスムースなラウンドビルジ型となっているが、船底での揚力を得て水面を滑走するモーターボートのような小型艇は鋭角的な船底を持つハードチャイン型である。また、はしけの仲間は流線型をとらずに四角い箱型の「バージ船型」というものもある。
単胴船での甲板上の上部構造物（上構）の配置によって、更にいくつかの船型に分けられる。上甲板上の建造物の内で左右の両舷に渡って占めているものを「楼」（ろう）や「船楼」（せんろう、Erection）と呼びその位置によってそれぞれ、船首楼（Forecastle）、船橋楼（Bridge）、船尾楼（Poop）と呼ばれる。この楼の配置によって以下のように分かれる。
- 平甲板型：大型タンカーに多い
- 凹甲板型：ウェル甲板型とも呼ばれ、小型の貨物船に多い
- 三島型：昔の貨物船の標準形、またはタンカーに多い
- 全通船楼型：客船やフェリー、PCC(自動車専用船)などに多い

#### 双胴船

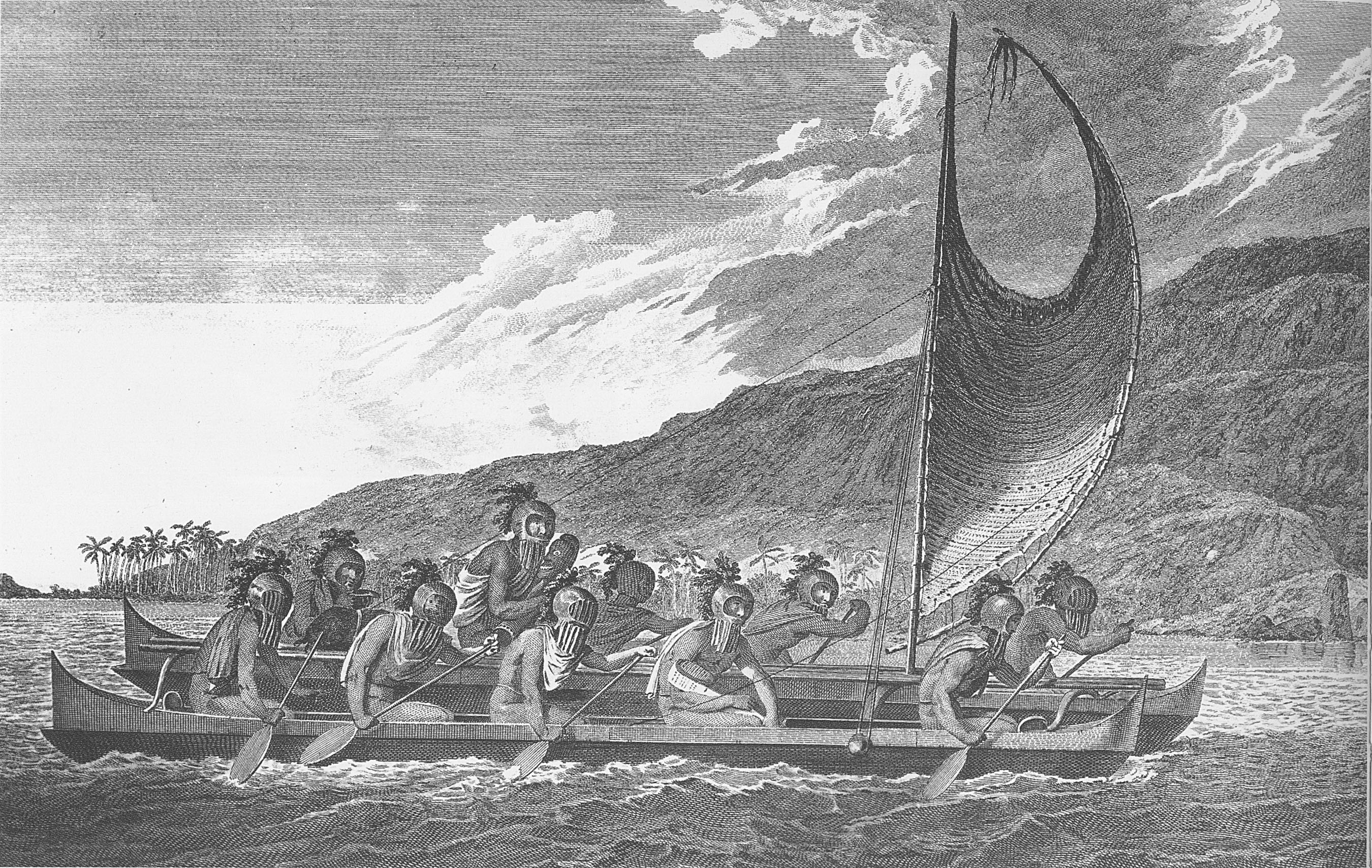
ポリネシアで使われていた双胴船

水面下に沈んで水と直接接する下部船体が細長く左右2つに平行している船型である。上部船体部分はほぼ四辺形に広く取れるため車輌用フェリーや海上作業用プラットフォームに適している。波浪に対しては特に左右方向の揺れ（ローリング）が単胴船に比べて小さくなる利点がある。このことから、ブローチングに対する危険度が減じられる。しかし横波による揺れ（ローリング）の固有振動数が高く、少しの短波長の横波でも波に追従して激しく揺れるという問題点がある。
曳き波の発生が単胴船に比べて小さいことも、高速航行時にも周囲への影響が少ない点で有利となる。センターバウがあればバウダイビングに対する安全性の確保に貢献する。
双胴船は古くから考案されていたが、単胴船に比べて水中表面積が増加し摩擦抵抗や粘性圧力抵抗が大きくなる点や、下部船体を左右に分ける事による強度確保のため船体重量が増すことで造波抵抗と他の2つの抵抗を増やしてしまうなどの不利な要素が排除出来ずにいた。その後、技術の発達により軽量なアルミ合金が普及したことで実用的な双胴船が建造されるようになった。

#### 三胴船
- 三胴船の中央断面図
- 三胴の外洋レース帆船
- 海上自衛隊の高速小型水上標的1形
- LCS-2インディペンデンス

#### ウェーブ・ピアーサー
双胴船や三胴船での下部船体を特に細長くすることで造波抵抗を減少させ、超高速航行を可能にした船型。
- ナッチャンWorld（双胴式の高速フェリー）
- アースレース（三胴式の速度記録挑戦船）
- アディ・ギル（アースレース）の後部

#### その他の船型
その他の船型として水中翼船、表面効果船（側壁型エアクッション船）、ホバークラフト、地面効果翼機などがある。地面効果翼機は、波浪が一切ない状態では水に接触せず空中を飛行している状態であり、厳密には航空機の一種である。

### 工学上の分類

#### 船体材料による分類
船は船体の主な材料で木造船（木造艇）、アルミ船（アルミ艇）、繊維強化プラスチック（FRP）船、先進複合材料（ACM）船などに分類される。
- 葦船
- 丸木舟
- 木造船
- 鋼船
- 繊維強化プラスチック（FRP）船
- 軽合金船
- アルミ船

#### 動力による分類
船は動力により動力船（動力艇）、帆船（帆艇）、手漕ぎ舟（手漕ぎ艇）などに分類される。
- 手漕ぎ舟 - 人間の腕力でパドルや櫓を動かす（または脚力でペダルをこいで外輪などを回す）。
  - 艪
  - 櫂
  - なお、水深の浅いところ（池、沼、浅い河川、水路など）で用いる舟には水底を棹（竹などの棒）で押すことで舟を進める舟もある。

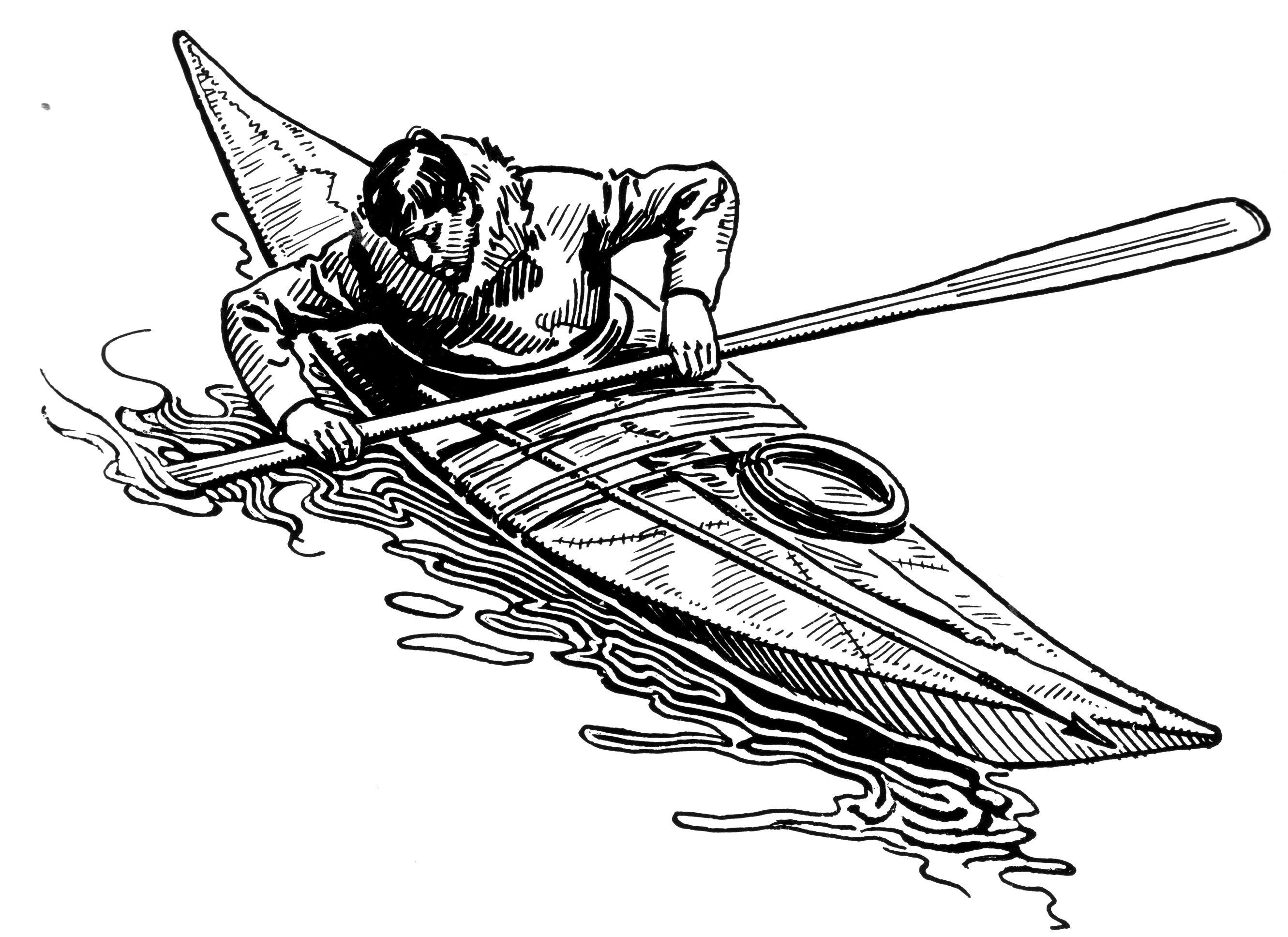
パドルを用いるカヤックで獲物に忍び寄りハンティングを行うイヌイット
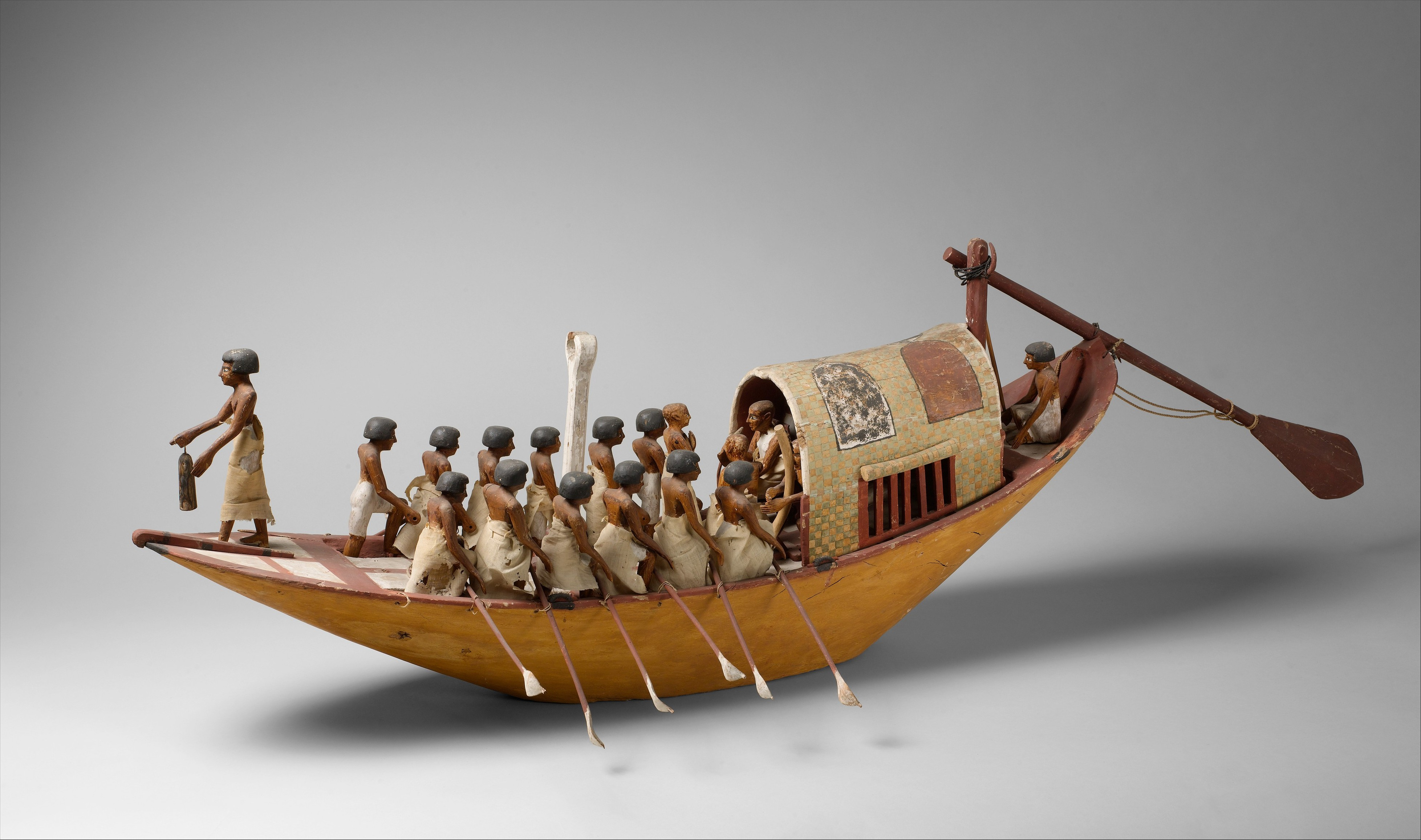
古代エジプトのオール（櫓）を漕いで進んだ船
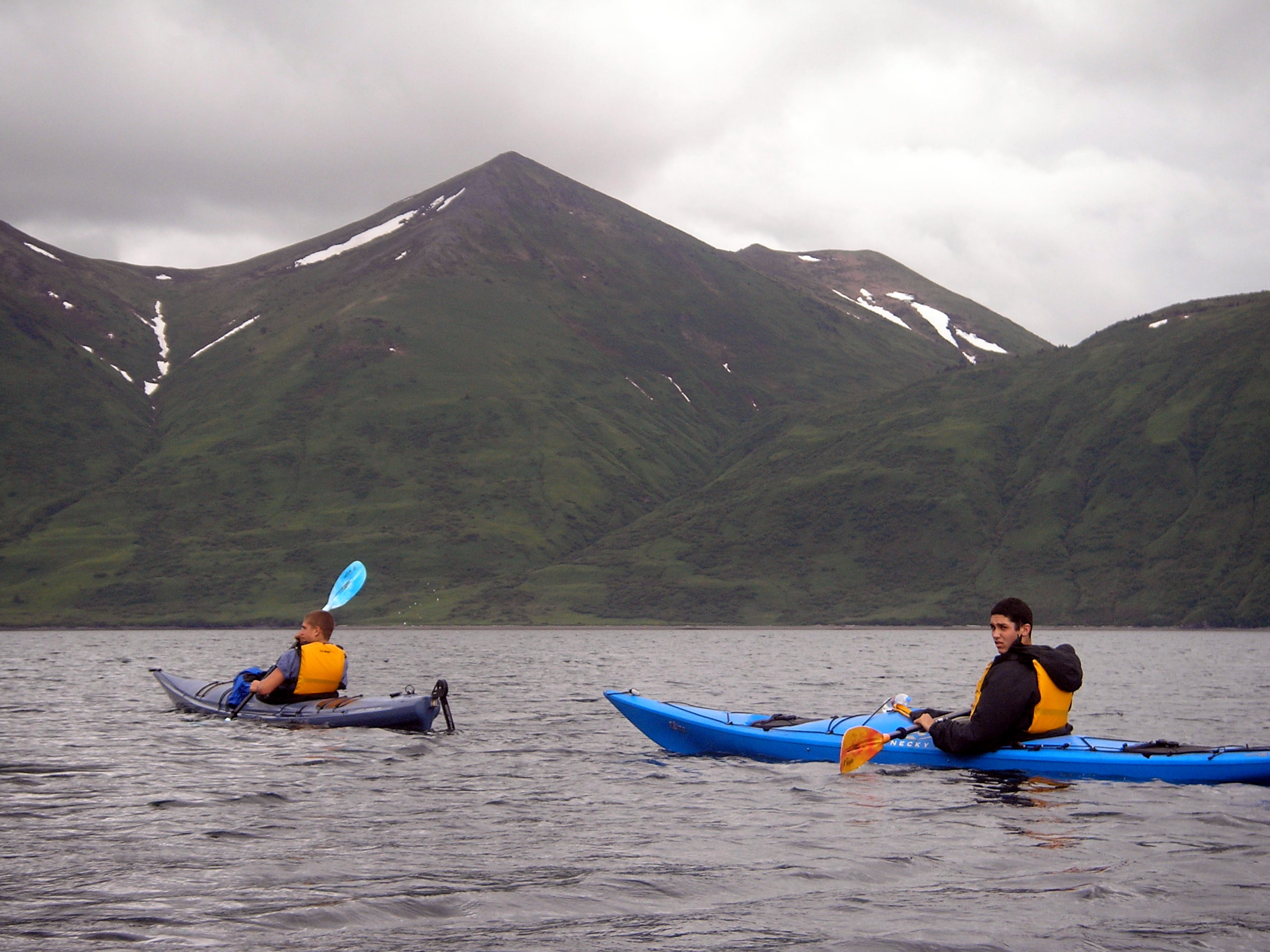
大自然の中でのカヤッキング（アラスカ）
1959年の手漕ぎ舟での舟運の様子
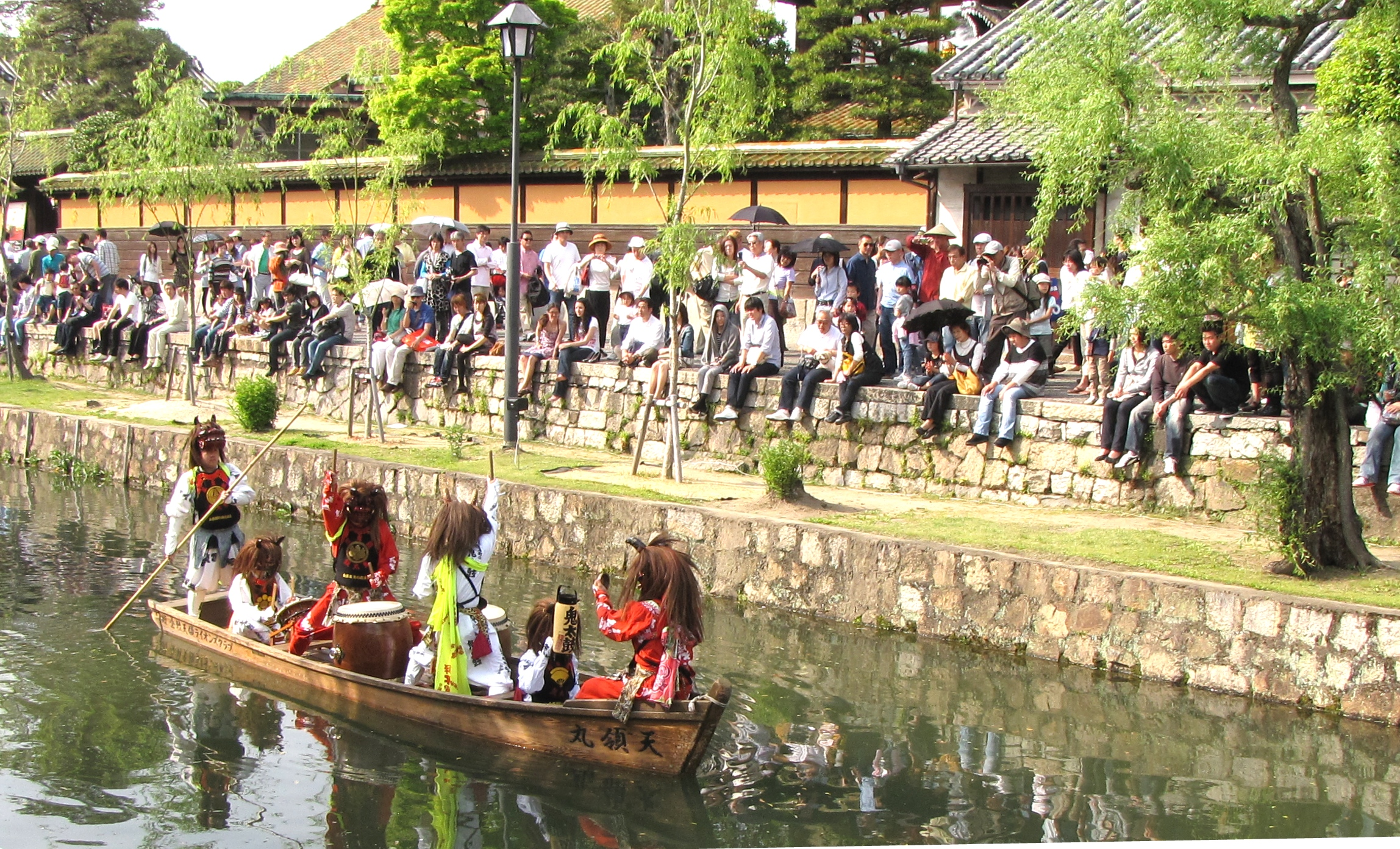
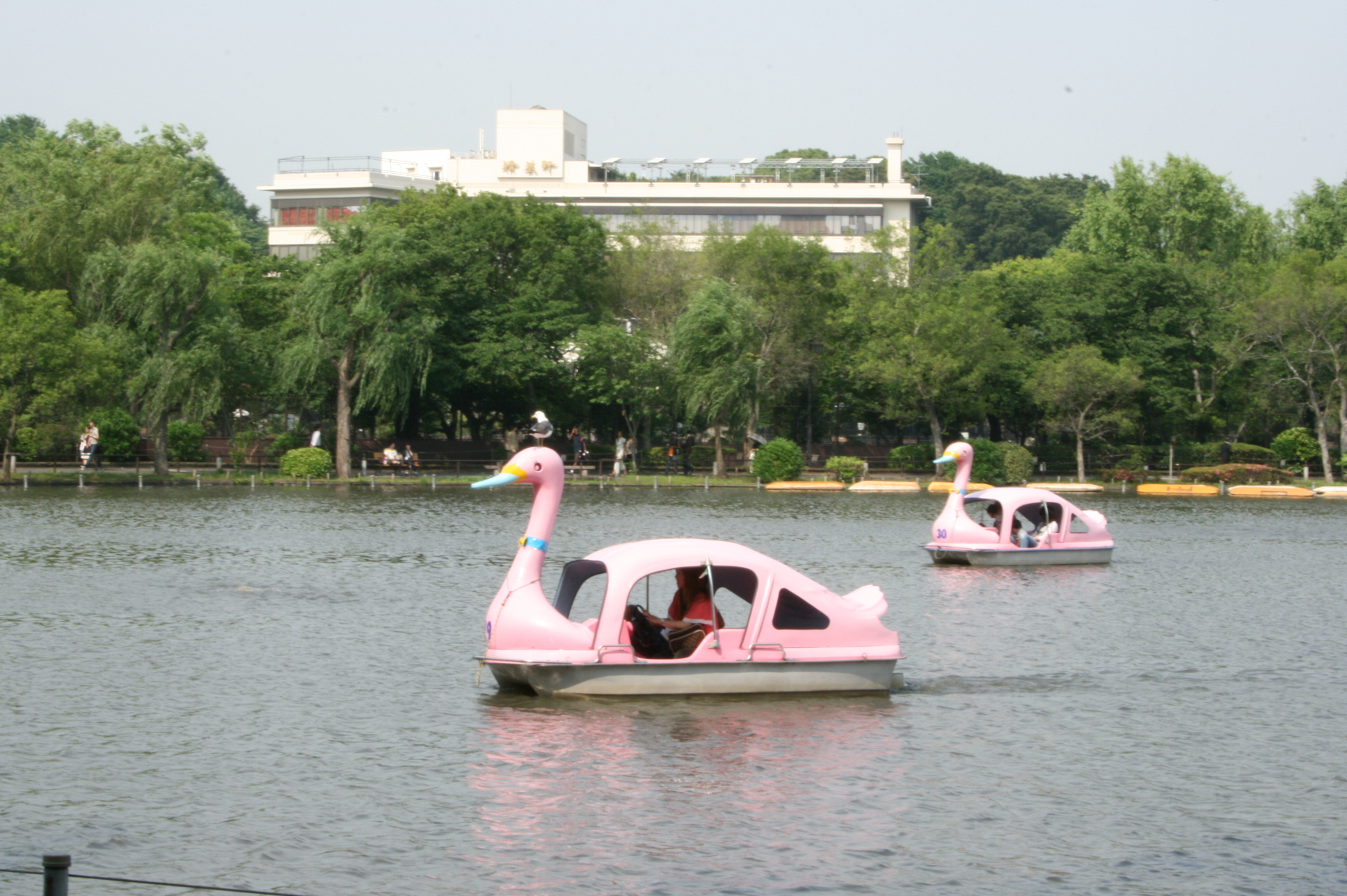
足漕ぎ式のスワンボート

- 帆船 - セイル（帆）に風を受けた力、および竜骨や船側で生じた抗力、それら2つの合力を推力とする。セイルで船を動かすことをセイリングという。セイリングの原理については、「セイリング」（帆走）の記事を参照。

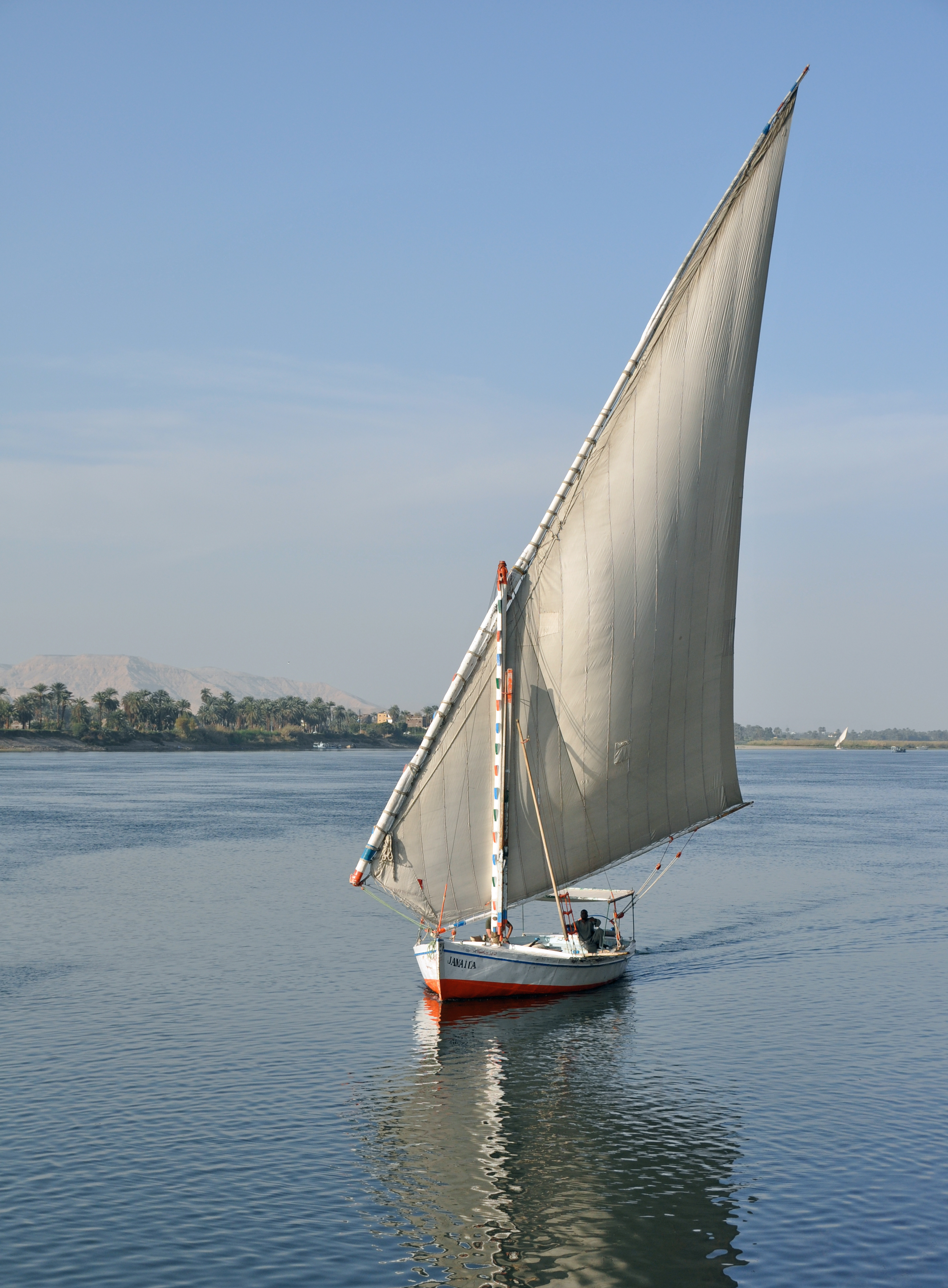
エジプトのナイル川でも、現在も実用目的でのセイルボートの利用が盛んである。
アフリカ、ザンジバルのen:Swahili coast付近で今も実用的に用いられているダウ船
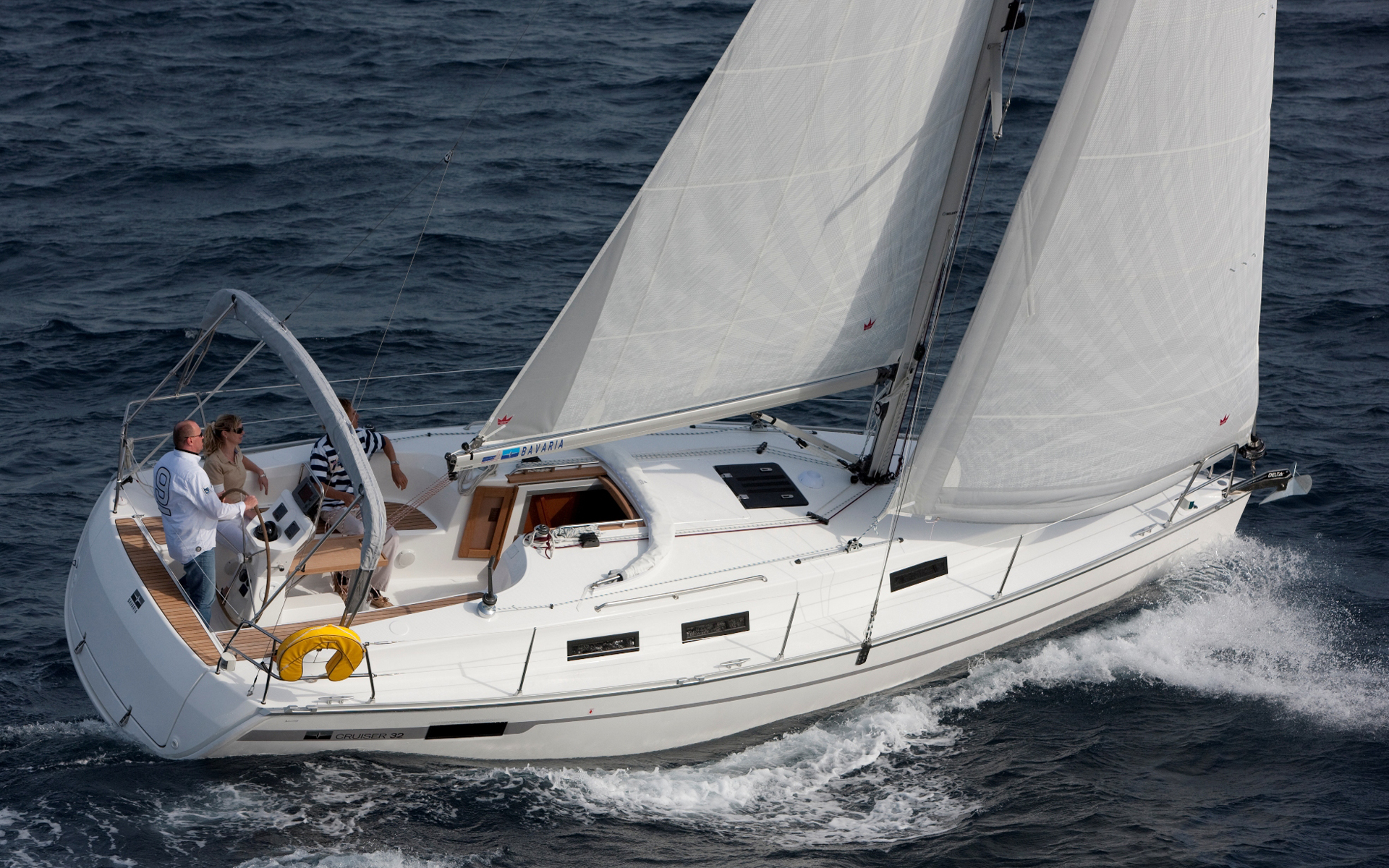
セーリング・クルーザーで家族・友人とセーリングを楽しむ欧米の人々
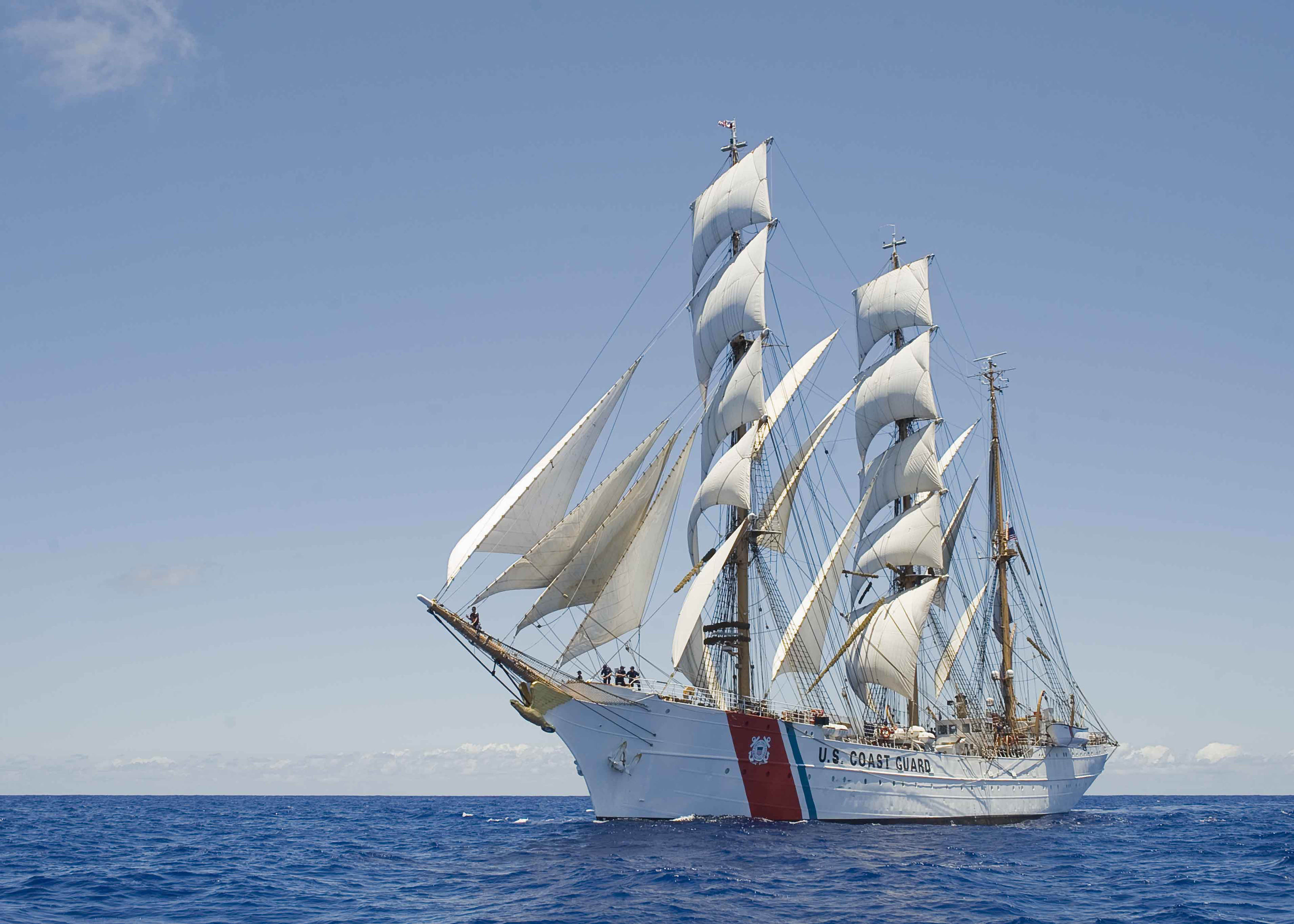
訓練航海中のアメリカ沿岸警備隊のイーグル

- 機帆船 - セイルに加えて小型の原動機も備える帆船。（ディンギー（小さなセーリング・ボート）などはエンジンを備えないが）現代の中型以上のセイルを用いた船のほとんどは、基本的にはエンジンも備えており、実際には「機帆船」である。
- 動力船、機船（発動機船）[13]
  - 外燃機関
    - 蒸気機関 - 蒸気機関を利用した蒸気船は外輪船などで多く存在したが、ディーゼルエンジンの登場で衰退した。本来、汽船とは帆船に対し蒸気機関を動力とする船を指す言葉だったが、日本の船舶法では人力・風力以外の動力で推進する船を指すため、現代では内燃機関を利用しても汽船と呼ばれる。
    - 蒸気タービン - LNGタンカーなどの大型船に使用されている。

  - 内燃機関 - 通常、エンジンが生み出したトルクをスクリュープロペラに伝えて推力にする（稀にウォータージェット推進もある）。
    - ディーゼルエンジン
    - ガソリンエンジン
    - ガスタービンエンジン - 高速航行を行う客船や軍艦に利用される。

  - 電気推進方式 - 熱機関を直接動力とせずに発電機として利用し、電動機でスクリュープロペラやウォータージェットを駆動する。
    - ディーゼル・エレクトリック方式 - ディーゼルエンジンで発電し、電動機でスクリュープロペラを駆動する。
    - ターボ・エレクトリック方式 - タービンエンジンで発電し、電動機でスクリュープロペラを駆動する。
    - CODLAG - ディーゼル・エレクトリックとターボ・エレクトリックを併用する。
    - 統合電気推進 - 推進用と船内で使用する発電機を共用化した方式。大量の電力が必要な軍艦に利用される。

  - 原子炉 - 蒸気タービンの熱源を原子炉とする船は原子力船と呼ばれる。
  - 超伝導電磁石 - 熱機関、回転系の推進機を使わず超伝導電磁石による強力な磁場で磁場中の水に電流を流し、ローレンツ力により海水を噴射する（ウォータージェット推進）。実験船としてヤマト1が建造された。

#### 船体構造による分類
- 単胴船・多胴船（双胴船・三胴船）
- 水中翼船
- ホバークラフト - 通常の船舶とは異なる法令を適用する国が多い。日本では特殊船舶として扱われる。
- 地面効果翼機 - ロシア以外では法整備が進んでおらず、航空機か船舶かも定まっていない。日本での扱いは不明。
- 水上オートバイ - 免許が小型船舶よりも簡素化されていたり講習会を受けるだけで扱える国が多い。日本では特殊小型船舶として扱われる。

#### 機関の搭載方法による分類
- 船外機船 - 船尾板（トランサムボード）に船外機を装着したもの
- 船内外機船 - 機関を船内船尾に備え付けドライブユニットを船外に出すことによるスクリュープロペラを回転させる
- 船内機船 - 機関を船内中央付近に備え付けプロペラシャフトによりスクリュープロペラを回転させる

### 法令上の分類

#### 所有者による分類
- 公有船 - 中央政府（「国」）または地方政府（地方自治体）が所有する船舶を公有船という。
- 私有船 - 公有船以外の船舶を私有船という。

なお、公有船・私有船の概念は後述の公用船・私用船の概念とは異なるものである（通説）。

#### 供用による分類
- 公用船 - 航海において公用に供する船舶を公用船という。日本でいえば防衛省の自衛艦、海上保安庁の巡視船、水産庁の漁業取締船等がこれにあたる。ただし、国立学校などの練習船や国の所有する研究用の船舶などは公有船ではあるが、公用船ではなく私用船に属する[3]。
- 私用船 - 公用船以外の船舶を私用船という。企業保有の船舶の他に、個人所有の漁船、ヨット等も含まれる。

#### 海上運送法による分類
海上運送法では、旅客定期航路事業を行う旅客定期船、貨物定期航路事業を行う貨物定期船、自動車航送貨物定期航路事業を行う自動車航送貨物定期船、不定期航路事業を行う不定期船に分けられる。

#### 船舶安全規則による分類
船舶安全規則では、平水区域（湖、川、港内およびこれらに接続する指示された水域）のみ航行できる平水航路船、沿海区域（陸地から距岸20海里以内の水域）のみ航行できる沿海航路船、近海区域（東経175度、東経94度、北緯63度、南緯11度に囲まれた水域）のみ航行できる近海航路船、すべての水域を航行できる遠洋航路船に分けられる。

### 日本標準商品分類の分類
日本標準商品分類では船舶（分類番号50）は商船（分類番号501）、特殊用途船（分類番号502）、漁船（分類番号503）、艦艇（分類番号504）に分類される（このほか分類番号506以下に軸径及びプロペラ、分類番号507以下に舶用補機、分類番号508以下に航海用機器、分類番号509以下にぎ装品が定められている）。
- 商船
- 特殊用途船
  - 日本標準商品分類では特殊用途船（分類番号502）は練習・調査船（分類番号5021）、警備・救難船（分類番号5022）、作業用船（分類番号5023）、特殊業務用船舶（分類番号5024）、はしけ（非自航）（分類番号5025）、舟艇（分類番号5026）、係留船（分類番号5027）、特殊水上装置（分類番号5028）、その他の特殊用船舶（分類番号5029）に分類される[14]。
- 漁船
  - 日本標準商品分類では漁船（分類番号503）は漁ろう船（分類番号5031）、母船及び工船（分類番号5032）、漁獲物運搬船（分類番号5033）、漁業指導調査・練習船（分類番号5034）、漁業取締船（分類番号5035）、その他の漁船（分類番号5049）に分類される[14]。
- 艦艇
  - 日本標準商品分類では艦艇（分類番号504）は護衛艦（分類番号5041）、潜水艦（分類番号5042）、機雷艦艇（分類番号5043）、輸送艦艇（分類番号5044）、哨戒艦艇（分類番号5045）、補助艦艇（分類番号5046）、その他の艦艇（分類番号5049）に分類される[14]。

### 各時代ごとの特徴的な船舶の分類
船舶の歴史を扱う場合に、しばしば、ある時代、ある地域に一般的であったり、大量に製造された船のタイプを指すための分類名が登場する。すべての船舶を網羅的に分類するためのものではなく、特徴的なタイプを分類したものであるが、これも分類の一種であるので、それもここで紹介する。
- ガレー : 主な推力に人力によるオール（櫓）を用いた大型船
  - トライリーム : 三橈漕船（さんどうそうせん）、両舷に三段のオールの漕ぎ口があるガレー船
- クナール : バイキングの用いた船
- ロングシップ : バイキングの用いた大型船
- ビランダー（en:Bilander） : オランダやエリザベス1世時代のイギリスで用いられた、2本マストでメインマストにラテンセイルおよび横帆（角帆）も備えた小型商船
- キャラベル（Caravel） : 15世紀ころのポルトガルやスペインで愛用された、ラテンセイル（三角帆）だけを用い2～3本程度のマストを持つ小型帆船
- キャラック（Carrack） : 北欧のコグと南欧のキャラベル、両方の長所を取り入れ15世紀に地中海で開発され大航海時代に用いられた大型武装商船
- ガレオン（ガリオン、ガリオン船） : キャラックから派生した、16世紀半ば〜18世紀ごろのスペインなどの軍用・貿易用大型帆船
- フリゲート : 帆船時代には哨戒や護衛のための帆走快速軍艦を指し、第二次世界大戦期にはイギリス海軍の航洋護衛艦を指すようになった用語。
- マン・オブ・ウォー（man-of-war） : 武装帆船を（漠然と）指すための、16～19世紀のイギリス海軍における表現。（人力でオールを漕いで進むガレーと対比して用いた表現）
- 戦列艦 : 17～19世紀の、多数の砲門を備え一定以上の速力・旋回力・耐久力を持つ、艦隊が一列になって戦うための、大型軍用帆船
- クリッパー : 19世紀に発展した、アジア産物をヨーロッパへすばやく輸送するための、速度最重視の高速帆船、快速帆船、スキッパー級帆船。（後に、高速ヨットも指すようにもなった。）
- 汽船・蒸気船 : 推力の動力として蒸気機関を用いた船を指すが、現代では外輪船等の旧式の蒸気船を指すことが多い。
- Uボート:第一次世界大戦～第二次世界大戦時のドイツが用いた潜水艦
- Qシップ（Qボート） : 第一次大戦中に英国が建造した、ドイツ軍Uボート対策の艦
- リバティシップ : 第二次大戦中に大量建造された貨物船。仕様を標準化し、建造期間が短かった。
  - ビクトリーシップ : 第二次世界大戦中のリバティシップを改良して建造された高速性の優れたビクトリーの名を付けた貨物船の種類。

## 歴史

### 世界

#### 有史以前
船の起こりは、水辺に住む人々が木の枝を束ねて荷物をのせたり、人が乗ったりするようになったことに始まるといわれている。やがて工夫や改良により丸太を組みあわせたいかだや、丸太をくりぬいた丸木舟が用いられるようになった。スコットランドで150例、日本で200例などの先史時代の丸木舟の発見例があり、その他獣皮を張った船体に防水を施したシーカヤックに類するものなども存在したと考えられている。
丸太が手に入らない地域では竹やアシが材料になり、動物の皮を縫い合わせて空気を入れていかだにした例もある。
これらの方法は波に弱く大きな船の建造は困難であったが、紀元前4000年ぐらいには船の骨組みを作ってから板を張った組立船が造られるようになった。

#### 紀元前

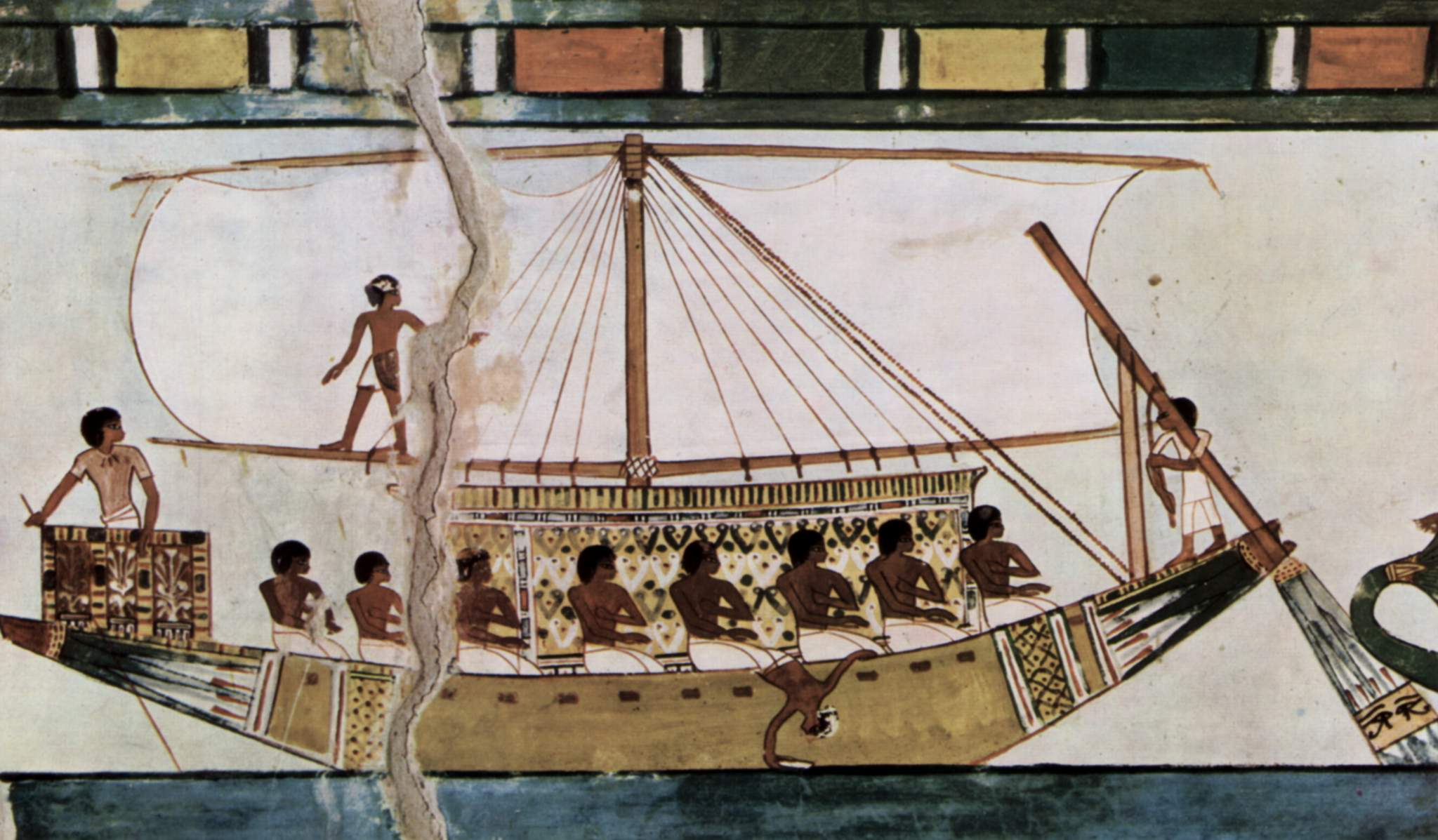
エジプト新王国時代の壁画に描かれた横帆の船（紀元前1411年から1422年にテーベの貴族の墓に描かれたもの）

古代エジプト時代のつぼに船の絵が描かれており、ナイル川で使われていたとみられているが、パピルスのいかだから発展した継ぎ剥ぎ構造と推定され、この時代の船は海洋での使用には適さなかったとされている。紀元前4,000年頃にはエジプト・ナイル川流域の他、チグリス川・ユーフラテス川流域のメソポタミアでも帆走船が使われていた形跡が残っている。モンゴロイドがアウトリガー付きカヌーで帆走を始めて、東南アジアの島々に広がり始めたのは、紀元前3,000年頃であり、フィジーには紀元前1,500年頃に達したと考えられているが、モンゴロイドの拡散以前の紀元前4,000年頃にはオーストロネシアンとモンゴロイドの混血であるメラネシア人がソロモン、バヌアツ、フィジー、ニューカレドニアの各島々への拡散しており、日本では紀元前4,000年頃（縄文時代前期）の外洋での航海が可能な大型の丸木舟の出土例がある。紀元前4,000年頃から紀元前1,000年頃にはエジプト人やタレス人が地中海に乗り出していた。フェニキア人はアラビア海にも乗り出し、船による交易の範囲が広がっていった。

#### 紀元後

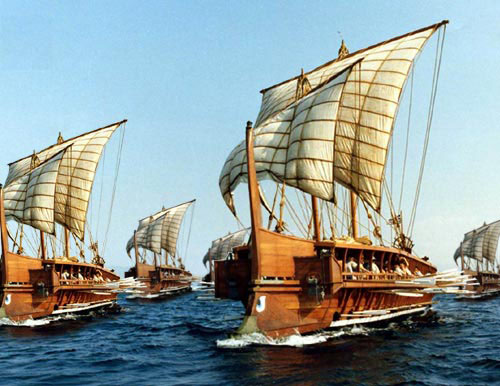
ガレー船の一種、三段櫂船の実物大の復元船Olympiasの写真を使って再現してみた船隊の写真。

ギリシャ時代には、帆走船やガレー船が使われ、ローマ時代には、1世紀頃にヒッパロスがインド洋の季節風を利用したアラビア半島からインド南岸までの航路を開いた後はローマ - インド間の海上交易が行われた。
8-10世紀にはヴァイキングと呼ばれたノルマン人たちが独特の丈夫な船を駆って西ヨーロッパの海を支配していた。
一方、日本では、600年からの遣隋使船、618年からの遣唐使船も日本にとって発達した航海術を吸収する機会であったが、1401年からの勘合による日明貿易が開始され、これらの船（遣明船）には羅針盤が備わるなど確実な進歩を遂げていった。中国の鄭和の艦隊が15世紀、30年間に渡って中国沿岸からインド洋を席巻していた。中国の海洋進出が途絶えた後も、東南アジアからインド経由でヨーロッパに至る海のシルクロードが、商人と船乗りの手で長期に渡り維持された。
ヨーロッパでは、それまでのガレー船のラティーン・セイル（三角帆）に加えて、ヴァイキング船の横帆を取り入れた「キャラック船」を生み出した。15世紀初頭にはポルトガル人が、ラティーン・セイルと横帆を持つ小型の「キャラベル船」を生み出し、「エンリケ航海王子」の支援も受けて、外洋への航海に乗り出していった。長い航海に耐えられ、大砲も装備されたりするようになった。
16世紀にはキャラック船を元にガレオン船が登場し、大航海時代になった。ガレー船は18世紀末まで地中海で、北欧のバルト海では19世紀初頭まで使用された。1807年にロバート・フルトンが作った外輪蒸汽船がニューヨークとオリバニー間で運航を開始した後は、多数の帆船に蒸気機関が搭載され、また、帆船も港での操船は蒸気エンジンを備えたタグボートに任せることができるようになったため、外洋航行に最適化した高速大型帆船が作られ、「クリッパー」と呼ばれる高速帆船も登場した。1858年に英国人アイザム・K・ブルーネルが発明したスクリュープロペラを備えた外洋定期客船「グレート・ブリテン」が作られた。英海軍が海上公開実験によってその性能を確認し、軍艦の標準としたため、各国海軍もそれに倣った。海底ケーブル網が充実した1860年代から、軍艦だけでなく商船でも、航行スケジュールが確実な蒸気船が帆船を駆逐するようになっていった。スエズ運河は開通してから当分の間、通行可能な船のサイズに制限があったり、運賃が高かったりして、商船がしばしば利用を敬遠した。
蒸気船の歴史については蒸気船#歴史を参照のこと。
この後、多数の蒸気船が登場して徐々に海運の主役となった。1892年のディーゼルエンジンの登場によって多くの大型船舶が内燃機関を備えるようになった。
帆船は今日でも練習船や競技用ヨットなどとして用いられているが、多くがエンジンを備えた汽船である。

### 日本

#### 古代
日本の先史時代の丸木舟の発見例はおおよそ200例ほどである。その中には1989年に東京都北区上中里の中里遺跡で発見された全長5.79mの丸木舟や、1995年に千葉県香取郡多古町で発見された全長7.45mの丸木舟など大型のものの出土例もある。また1998年に京都府舞鶴市の浦入遺跡で出土した丸木舟は、現存長は4.4mであるが、幅85cm、長さ8m以上あったと推測され、一本の巨木を刳り抜いた堅牢なモノコック構造の刳舟であり、縄文時代前期には外洋での航海が可能な丸木舟が存在した。
縄文時代以後も日本船はモノコック構造の刳舟が主流であった。古墳時代以後の大型の刳舟の出土例は大阪湾周辺に多く、単材刳舟ばかりではなく複材化した準構造船と呼べるものも出土している。単材刳舟としては大阪市西淀川区大仁町鷺洲で古墳時代のものと推定される全長11.7mの刳舟が出土しており、複材刳舟のうち前後継ぎのもの出土例として、大阪市今福鯰江川の三郷橋（現・城東区今福西1丁目）で大正6年（1931年）5月に全長13.46m、全幅1.89mの刳舟が、同市浪速区難波中3丁目の鼬川で明治11年（1878年）に残存長12mほどの刳舟がある。他に天保9年（1838年）愛知県海部郡佐織町（現・愛西市）で出土した前後継ぎの刳舟は残存していた長さが十一間二尺 (20.6m) あったといわれている。

#### 飛鳥 - 室町時代
飛鳥時代には平底のジャンク船のような箱型構造の船が遣隋使船として用いられた。
室町時代の後期から江戸時代初期にかけて安宅船などが、軍船として用いられた。 江戸時代初期の1604年から1635年の間は朱印船貿易が行われ、そのための船として中国等の海外だけでなく日本国内においても600人乗り、貨物積高2,500石（約375トン）のものが建造されていた。

#### 江戸時代（幕末まで）
鎖国以前には徳川家康の命によってウィリアム・アダムス（三浦按針）が建造した2隻の小型ガレオンや、慶長遣欧使節団のサン・ファン・バウティスタ号などの例があるが、1635年には「大船建造禁止令」が施行され、船の500石積以上の建造が禁止されることになる。ただし、これはすぐに商船は対象外になる。鎖国を行ったために、外航船を建造する必要が無くなった日本では軍船は関船が、商船は帆走専用に改良された弁才船が中心となった。特に後者は江戸時代の近海海運を大いに発展させた。

#### 近代（幕末以後）
ペリー来航から3か月後の1853年9月に、大船建造禁止令が大名に対して解除された。同時に幕府の手で浦賀造船所の建設が開始され、翌年には最初の西洋式軍艦の木造帆船「鳳凰丸」を竣工した。水戸藩も1853年に江戸隅田川河口に石川島造船所の建設を始め、薩摩藩の桜島造船所や加賀藩の七尾造船所が次々と開設された。
1854年、ペリー来航の翌年に通商を求めて日本に来たロシアのディアナ号が下田で安政東海地震の津波により大破の後、嵐に遭い沈没、多くの船員が日本に取り残された（下田で座礁したという情報も複数あり）。当時、日本では外航に耐える船を持たず、これらのロシア船員は船を作らなければ帰れなかったため、君沢郡戸田村（現・沼津市）の日本人を指導して2本マストのスクーナー「ヘダ号」を作り上げた。その後、幕府は同型船多数の建造を命じ、君沢形と命名した。この西洋式造船を実地で指導されながら学んだ経験は、今日の日本造船業にとって近代船建造の礎となった。
1855年、幕府はオランダ人技師から大船建造と鋳砲製造の技術を習得することを目的に、「海軍伝習所」を長崎に開設した。幕府は1857年には長崎の飽の浦に溶鉄所の建設を開始し、1861年に長崎鎔鉄所（現三菱重工長崎造船所）として開所させた。1865年には横須賀・横浜製鉄所が着工され、その後、国内最大の横須賀海軍工廠となった。横須賀海軍工廠では、フランス人技師の指導を受けて木造船から鉄鋼船へ技術の切り替えが行われ、1890年に最初の全鋼鉄軍艦「八重山」（常備排水量1,609トン）が完成した。江戸湾に設けられた石川島造船所はその後の石川島播磨重工の、浦賀造船所は浦賀重工業を経て住友重機械工業の礎となった。
1861年、7月26日(旧暦)。これまで幕府により禁止されていた大型船の建造と外国商船の購入が民間に許可される。
1865年、日本で初めての外輪蒸気船「凌風丸 (佐賀藩)」(10馬力)が佐賀藩により建造され、この年に進水する。
1890年には三菱造船所で最初の全鋼鉄船「筑後川丸」（694総トン）が建造された。1896年には造船奨励法と航海奨励法が公布され、1897年には船舶検査法も施行された。この頃、多数の国内外新規航路が開設された。1898年には、それまでの平均的な国内造船能力であった1,500総トン級を大幅に上回る、「常陸丸」（6,172総トン級）が三菱造船所で完成された。
1899年には、船舶法が制定され、日本船舶としての国籍要件、船籍港、船舶登録等、日本船舶としての国籍を証明し、船舶の個性を識別する事項を登録し、あるいは、船舶の所有関係を公示する船舶国籍証書等について規定がなされた。

#### 第二次世界大戦以後
第二次世界大戦の期間中、喪失した船舶は100総トン以上の商船だけで約2500隻（約800万総トン）、漁船や機帆船も含めると7000隻を超えた。また、船員の犠牲者は6万人あまりにのぼった。日本は商船の80%を失った。しかし、造船業と海運業は他の多くの産業同様に終戦直後から着実な復活を開始した。
終戦時にはGHQによって造船能力を年15万トンに制限され、100総トン以上の全ての船がGHQの管理下に入れられたが、1947年（昭和22年）からは規制が順次緩められ、1950年（昭和25年）の朝鮮戦争と1956年の第二次中東戦争（スエズ動乱）をきっかけに日本に長期の造船ブームをもたらした。
1946年（昭和21年）、日本郵船は終戦以後の早い段階からGHQの許可を得て、貨客船「氷川丸」の太平洋定期航路が再開された。
1951年（昭和26年）のサンフランシスコ講和条約以後は、米アメリカン・プレジデント・ライン社 (APL) の「プレジデント・クリーブランド」（15,973総トン）と「プレジデント・ウィルソン」（12,597総トン）によって米国シアトルとの定期客船航路が開設された。
1952年（昭和27年）と1953年（昭和28年）には大阪商船会社（現商船三井の母体の1つ）が2隻の南米移民用外航貨客船「さんとす丸」（1952年、8,515総トン）と「あめりか丸」（1953年、8,354総トン）を使って南米航路を再開した。その後、2代目「ぶらじる丸」（1954年、10,100総トン）、「あるぜんちな丸」（1958年、10,863総トン）、「さくら丸」（1962年、12,628総トン）などの5隻の外航貨客船によって日本 - 香港と日本 - 北米の航路が再開された。
1964年（昭和39年）の東京オリンピック以降は、航空機による海外渡航が一般化したため旅客輸送需要は激減し始めた。南米航路も移民の減少と共に需要は減少した。日本に限らず世界的に、これ以降は客船としての船舶の需要は低下を続け、一部のクルーズ船を除けば外航航路の客船は消滅していく。
代わって世界中で海上輸送の需要が増加を続け、戦前戦中の造船技術を背景にブロック工法のような新たな造船技術の開発によって世界の造船業における地位を確実なものにしていった。1956年（昭和31年）には英国を抜いて世界一の造船量となり、1975年（昭和45年）には世界の造船量の50%を越える量を世界の海に送り出した。
1950年代から始まった高度経済成長によって、海運業においても大型石油タンカーや大型コンテナ船のような船が多数登場し、自動車運搬船、鉱石運搬船、LNGタンカーも次々と作られ海外航路に投入されていった。また、内航航路でも大型カーフェリーが多数登場した。
日本でのこの増船の波は、1973年（昭和48年）からの第一次オイルショックによって日本経済が停滞した数年後の1977年をピークに下降線をたどった。特に需要の減った石油タンカーは契約キャンセルされるなど造船需要が激減すると同時に、1980年（昭和55年）の貨載量56.5万トンを最後に巨大化に終止符が打たれた。

#### 日本の船会社が運航する日本籍船の減少
日本の船会社が運航する日本籍船の船数は1972年から減少を続け、代わりに外国船籍の船を日本の船会社が借りて運航するようになっている。1978年に外国船籍の船数が日本船籍の数を越えて以後は、日本船籍が減り続け、2006年の統計データではついに95隻で、日本の船会社が運航する全2,223隻の4 %にまでなった。
このように、日本の船会社が日本船として登録を避ける原因は主に、高い税金（登録免許税、固定資産税）、最低2名の日本人乗員の乗組み規定、国際条約での規定を超える日本独自の高いレベルの設備・検査規定などがある。

## 船名・船籍
各船舶は、古来、一艘一艘（一杯一杯）、それぞれ固有の名称（船名）を与えられ、その後、固有の国籍（船籍）を持たされるなど、擬人的な取り扱いがなされてきた。
各国の船舶関連の法規において、船首両舷および船尾に船名を表記するように定められている。IMOの規則では、IMOナンバーも併せて明記し、船籍港も明記し、各文字の高さは最低でも4インチなければならない。 

### 船名

#### 英語圏の船名
英語圏では蒸気船では船名の前に steam ship の意味で艦船接頭辞「SS」をつけることがあり、21世紀の現在では SS は主機関が蒸気タービンであることを意味している。同様に、ディーゼルエンジン船では船名の前に motor ship の意味で「MS」をつけることがある。同様に「M.V. (motor vessel)」「S.V. (sailing vessel)」（帆船）が使われることもある。
また海軍艦艇の所属国を表す接頭辞も用いる国もあり、たとえば以下のものがある。
- HMS : Her/His Majesty's ship（女王陛下/国王陛下の船）の略で、イギリス海軍の艦名の冒頭に配置される。
- HMAS :　His/Her Majesty's Australian Ship の略で、オーストラリア海軍の艦名の冒頭に配置。
- USS : United States ship の略で、アメリカ合衆国の艦船名の冒頭に配置。

また次のようなものもある。
- BRP : フィリピン海軍の艦名の冒頭に配置される。
- JDS もしくは JS: 日本の海上自衛隊の艦名の冒頭に配置される。

フランス、ロシア、中国などの船籍を持つ船は、船名、艦名の前に　これら英語の接頭辞はつけない。

#### 日本船舶の船名
日本では船舶法施行細則第44条により、船首両舷の外部に船名を、船尾の外部に船名と船籍を表示することが定められている。
日本には船名の最後に「丸」を付ける慣行がある。旧船舶法取扱手続第1条では日本の従来からの慣行をふまえて日本の船には船名の末尾になるべく「丸」を付けるように勧告されていたが、この船舶法取扱手続は2001年に廃止された。とはいえ、従来からの慣行により現在でも多くの日本船が「丸」を船名に付けているが、丸をつけない船も次第に増えてきている。フェリー船や外航船では「ジャパン・コスモス」「ペガサス」「あめりかん はいうえい」など「丸」を付けない船名もあり、丸をつけない船名が次第に増えてきている。また海上自衛隊や海上保安庁の艦船は丸をつけていない（例 : 所属は文部科学省だが運用は海上自衛隊が行っている南極観測船など）。
なぜ日本の船にだけ「丸」が付くようになったかという起源については、いくつかの説があるが、いずれも決定的なものは定まっていない。犬や刀など大切なものに「麿」と名付けていたものが船にも付けられるようになり「丸」に変化したとする説や問丸（問屋）が使用した船に使われるようになったからとする説などがある。平安時代の書物には「坂東丸」と名付けられた船がみられる。海外では日本の船を「Maru ship」と呼ぶことがあるが、日本でのマルシップとは「外国人船員が配乗されている日本船」を指す。
日本では山や川などの地名を付けることが多く花の名前なども付けられるが、「ナッチャンRera」のような愛称を除けば、欧米のようなそのままの人名を付けることは少ない。「日石丸」「第七全購連丸」「第十とよた丸」「日産丸」のように日本の会社名をそのまま付ける例も多くなってきている。

### 船籍、旗国、船籍港
船籍 ship registration
船はそれぞれ国籍、すなわち船籍（en:ship registration）を持つ。特に公海の秩序維持は原則として各船舶の旗国の管轄権行使によって保たれるため、船籍はきわめて重要な意味を持っている。
旗国 flag state
各船は旗国を持っており、たとえば、ある船Aがノルウェー船籍の船だとすると、ノルウェー国旗をかかげて航行することになり、この船Aにとってはノルウェーが旗国である。旗国は、船籍を根拠として、自国の船舶に対して管轄権の行使や外交的保護権の発動などを行う。公海における旗国による自国船舶の規律および規制は、公海の秩序維持の重要な制度であり、これを旗国主義という。
船籍港 port of registry
「船籍港」は人間の本籍地に相当する。各船の登録文書にそれが明記される。IMOは船尾にそれを表示する、との規則を定めている。各国の船舶関連法規でも同様に船尾に表示する、と定めている国も多い。日本船籍の船は、船舶法の定めによって、船籍港を定めて管轄の運輸局にトン数を申請し、船尾に船籍港を表示しなければならない。
便宜置籍船
船舶に課される税金は、リベリア（港名 : モンロビア）、パナマ（港名 : パナマ）、キプロス（港名 : リマソール（レメソス））が低率であり、これらの国では（実態は）外国の船の登録を誘致している（登録後はこれらの国にとっては名目上は自国の船になる）。このような船を「便宜置籍船」と呼ぶ。便宜置籍国には安全な航海のために規制を行う十分な法律が存在しないために、便宜置籍船は一般に乗組員の質が劣り事故の発生率も高いため、国際的な問題となっている。
カボタージュ
「カボタージュ」と呼ばれる規制によって、国内港間の輸送を行う船は自国籍の船でなければならない、として、（便宜置籍船を含めて）外国籍船を排除し、国内の海運会社や国内の業界を保護している国がいくつもある。日本もそのような国々のひとつである。

## 船舶の運航

### 航海

#### 資格
世界的にはプレジャーボートなどの操船に免許は不要である。
船籍を日本以外にしておけば、日本の免許を取得する必要はなく、また日本の小型船舶免許は、日本の領域から出たら効力はない。また、大型船においては有資格者が見張りをしている状態で有資格者の指示を受けて操船する場合、無資格者でも操船することができる。かつては操舵長や操舵手は無資格者が多かったが、現代では自動化により多くの船員は必要とされず保険会社の規約も厳しいため国際航海では無資格者は訓練中や資格取得前の船員が中心である。かつては小型船舶においても同様のことが可能であったが、法改正により現在では原則として有資格者が自ら操舵をしなければならない。
次の要件を全て満たしていれば免許不要で船舶検査を受けなくても操船できる。
- 登録長が3m（約10フィート）未満であること
- 推進機関が1.5kW（2馬力）未満であること
- 直ちにスクリュープロペラの回転を停止することができる機構を有する船舶でまたは、その他のスクリュープロペラによる人の身体の傷害を防止する機構を有する船舶

#### 操舵
大海原では舵はオートパイロットによって自動で保針されており、人は海上を監視することが求められる。船の多い海域や狭い海域ではクオーターマスター（操舵手）が舵を手動で操作する。

#### 船内生活
時間
船同士の連絡では協定世界時 (UTC) を使うが、船内の時間は航海に合わせて変更されてゆく。このため、東へ向かうと1日の長さが短くなり、西へ向かうと長くなる。
当直
船員は24時間航海する船の中で、常に誰かが「当直」や「ワッチ」と呼ばれる見張り当番についている。機関室内の主要な装置がブリッジから遠隔操作できるようになり、通信機も高性能になってモールスなどの特殊な技能を必要とせずに誰でもが音声通信を行えるようになったために、従来の機関当直や通信当直は減りつつあり、ブリッジから見張りを行うことが多くなってきた。
当直は毎日4時間ｘ2回が3組の当番によって行われる。これは日本の船に限らず、国際的に共通である。
1. 0:00-4:00 12:00-16:00 2等航海士と甲板手
2. 4:00-8:00 16:00-20:00 1等航海士と甲板手
3. 8:00-12:00 20:00-24:00 3等航海士と甲板手

機関室での当直の必要性を減らした、Mゼロ船と呼ばれる船では、夜間に機関に異常事態が発生した場合には、自動的に各居室に警報が伝えられるようになっており、機関士の夜間当直が必要なくなっている。

#### 記録
航海日誌（ログブック）
「航海日誌」と呼ばれるログブックは通常「公用航海日誌」と「船用航海日誌」の２種類があり、「公用航海日誌」には海難事故や航海の概要等をその都度記載し、「船用航海日誌」には針路、速力、波、天候、船上での出来事、出港・寄港などについて毎日の記録が記入される。
日本においては「公用航海日誌」は通常は日本語で表記するが、「船用航海日誌」は日本国内のみを航行する船においては日本語でも英語でもどちらの表記でもかまわないが、国際航海に従事する船では英語表記が事実上義務化される。英語表記する際の文章は正規の英語表記ではなく、独特の文体と記号によって記入される。たとえば不明確にならない限り主語や冠詞は省かれ、星は＊、太陽は◎で表現され、投錨はイカリの記号で表される。
海図
海図（チャート）は航海において最も重要なものであり、規則でも常備が義務付けられている。通常108cm×67cmの大きさのチャートはメルカトル図法や心射図法などで描かれており、船に数百枚も保管されるそれぞれが、1枚が数千円という高価な物である。チャートに新しい情報を記載するのは2等航海士の仕事である。

## 船員
船舶に乗り組んで海上で働く人々のことを船員や船乗りという。

## 船舶と環境

### 排ガス規制
船舶については、陸上の自動車などのような排ガス規制が存在せず、野放し状態であり、大型船1隻で5000万台の自動車に相当する汚染物質を排出している記事もあった。しかし、最近規制が強化されており、2007年にはそれまで船舶から排出される油、有害液体物質、有害物質、船舶からの汚水及び廃棄物の５項目に関して海洋汚染防止のための規定をしていた海洋汚染防止条約（MALPOL73/78）に船舶からの大気汚染防止に関する附属書を追加するための議定書が採択され、排ガス規制が導入された。この規制は順次強化されており例えばSOｘについては、燃料油中の硫黄分濃度が、2020年1月以降、現行の3.50％以下から0.50％以下に強化される。

### バラスト水
バラスト水による自然生態系への悪影響がある。

## ギャラリー
- 帆を張った飛行艇（ロールバッハ Ro II）